# Liste der Geotope im Landkreis Bayreuth
Diese Liste enthält die Geotope des oberfränkischen Landkreises Bayreuth in Bayern.
Die Liste enthält die amtlichen Bezeichnungen für Namen und Nummern des Bayerischen Landesamt für Umwelt (LfU) sowie deren geographische Lage. Diese Liste ist möglicherweise unvollständig. Im Geotopkataster Bayern sind etwa 3.400 Geotope (Stand März 2020) erfasst. Das LfU sieht einige Geotope nicht für die Veröffentlichung im Internet geeignet. Einige Objekte sind zum Beispiel nicht gefahrlos zugänglich oder dürfen aus anderen Gründen nur eingeschränkt betreten werden.
| Name                                                                     | Bild           | Geotop ID | Gemeinde / Lage                        | Geologische Raumeinheit    | Beschreibung | Fläche m² / Ausdehnung m | Geologie | Aufschlussart                  | Wert               | Schutzstatus                                             | Bemerkung                       |
| ------------------------------------------------------------------------ | -------------- | --------- | -------------------------------------- | -------------------------- | --- | ------------------------ | --- | ------------------------------ | ------------------ | -------------------------------------------------------- | ------------------------------- |
| Straßenanschnitt Königsstuhl bei Bad Berneck                             |                | 472A001   | Bad Berneck im Fichtelgebirge Position | Münchberger Gneismasse     | Der Straßenanschnitt enthält ein Profil durch den Bernecker Gneiskeil mit starker Faltung und steil stehenden Störungen. Im Osten (am alten Steinbruch hinter der Tankstelle) ist die sogenannte Hangendserie mit blastomylonitischen Hornblende-Bändergneisen aufgeschlossen. Im Westen finden sich in isolierten Straßenanschnitten Aufschlüsse der sogenannten Liegendserie aus Muskovit-Biotit-Gneisen und granatführenden Augengneise. Der erhöhte Straßenverkehr erlaubt kein Anhalten an der B 303. | 5000 500 × 10            | Typ: Schichtfolge, Falte/Mulde/Sattel, Störung Art: Gneis                                                                | Steinbruch                     | wertvoll           | Naturdenkmal, Landschaftsschutzgebiet, Naturpark         |                                 |
| Sägewerksprofil Hohenknoden                                              |                | 472A002   | Bad Berneck im Fichtelgebirge Position | Münchberger Gneismasse     | Das Profil im Sägewerk beginnt im Norden in der Phyllit-Prasenit-Serie der Münchberger Gneismasse und weist nach Süden zu den Kontakt zum Bayerischen Unterkarbon auf. Das Unterkarbon liegt in einer tektonischen Melange aus einzelnen Schollen von Prasinit, Randschiefer und Kieselschiefer vor. | 2000 400 × 5             | Typ: Schichtfolge Art: Prasinit, Phyllit                                                                                 | Steinbruch                     | wertvoll           | Landschaftsschutzgebiet, Naturpark                       |                                 |
| Proterobas-Brüche am Ochsenkopf                                          |                | 472A003   | Bischofsgrüner Forst Position          | Fichtelgebirge             | An der Nordwest- und der Südost-Seite des Ochsenkopfes befinden sich zahlreiche aufgelassene, schluchtartige Steinbrüche. Die langgezogene Form ist auf ein Ganggestein zurückzuführen, das früher trotz seiner geringen Mächtigkeit (< 20 m) intensiv abgebaut wurde (Handelsbezeichnung: Grüner Porphyr). Neben der Natursteingewinnung hatte das Gestein große Bedeutung für die Glasherstellung in der Region (u. a. Knöpfe etc.). Gümbel (1874) erkannte die Seltenheit dieses Gesteins und bezeichnete es als Proterobas. Der Ochsenkopf ist somit die Typlokalität dieser Gesteinsart. Die Brüche an der Nordwestseite des Gipfels sind am eindrucksvollsten. | 8000 400 × 20            | Typ: Typlokalität, Steinbruch/Grube, Gesteinsart Art: Lamprophyr                                                         | Steinbruch                     | wertvoll           | Naturdenkmal, Landschaftsschutzgebiet, Naturpark         |                                 |
| Muschelkalk-Aufschluss am Bindlacher Berg                                |                | 472A004   | Bindlach Position                      | Obermain-Bruchschollenland | Der am Bindlacher Berg gelegene Muschelkalkbruch ist der größte noch erhaltene im Landkreis. Aus den fossilreichen Schichten des Oberen Muschelkalkes stammt ein Teil der Graf zu Münster’schen Wirbeltierfauna der Bayreuther Naturaliensammlung. | 6000 120 × 50            | Typ: Schichtfolge, Tierische Fossilien, Spurenfossilien Art: Kalkstein                                                   | Steinbruch                     | wertvoll           | Landschaftsschutzgebiet, FFH-Gebiet                      |                                 |
| Ehem. Steinbruch Hohenknoden-Entenhügel                                  |                | 472A005   | Bad Berneck im Fichtelgebirge Position | Münchberger Gneismasse     | Der Aufschluss bei Hohenknoden befindet sich hinter einem Holzschuppen. Interessanterweise liegt hier Flaserkalk über Diabasmandelstein und bezeugt damit eine überkippte Lagerung. | 500 50 × 10              | Typ: Schichtfolge Art: Kalkstein, Basalt                                                                                 | Steinbruch                     | wertvoll           | Landschaftsschutzgebiet, FFH-Gebiet, Naturpark           |                                 |
| Ehem. Steinbruch Reut SE von Gefrees (Mittlerer Bruch)                   |                | 472A006   | Gefrees Position                       | Fichtelgebirge             | Der Steinbruch Reut schließt die Typlokalität des sogenannten Reutgranits (eine Varietät der variszischen G1-Granite) auf. Der Bruch ist größtenteils wassergefüllt und steilwandig umschlossen. | 10000 100 × 100          | Typ: Typlokalität, Gesteinsart Art: Granit                                                                               | Steinbruch                     | wertvoll           | Landschaftsschutzgebiet, Naturpark                       |                                 |
| Muschelkalk-Aufschluss am Kulmberg                                       |                | 472A007   | Weidenberg Position                    | Obermain-Bruchschollenland | Südlich des Marktes Weidenberg wurden in kleinen Aufschlüssen Trochitenschichten freigelegt. Diese harten Kalksteinbänke enthalten zahlreiche Stielglieder von Seelilien (Trochiten), die namensgebend für diese Schichten des Unteren Hauptmuschelkalkes sind. Der Aufschluss ist mittlerweile stark zugewachsen. | 50 50 × 1                | Typ: Gesteinsart, Tierische Fossilien Art: Kalkstein                                                                     | Steinbruch                     | wertvoll           | Landschaftsschutzgebiet                                  |                                 |
| Ehem. Steinbruch Kühloch ESE von Neustädtlein                            |                | 472A008   | Heinersreuther Forst Position          | Obermain-Bruchschollenland | Aufgeschlossen ist ein Komplex von meist massigen, selten gebankten Schüttungskörpern mit schräg geschütteten Grenzen, die ineinander verschachtelt sind. Der gelbe, fein- bis mittelkörnige Sandstein (Lias Alpha 1+2) wurde bis in die 1950er Jahre als Werkstein abgebaut. | 3200 80 × 40             | Typ: Gesteinsart, Sedimentstrukturen, Steinbruch/Grube Art: Sandstein                                                    | Steinbruch                     | wertvoll           | Naturdenkmal                                             |                                 |
| Aufschluss im Posidonienschiefer WSW von Schwürz                         |                | 472A009   | Creußen Position                       | Obermain-Bruchschollenland | In einem unscheinbaren Waldweg (auf der Straße zwischen Creußen und Lindenhardt) befindet sich ein kleiner Posidonienschiefer-Aufschluss. Die als Papierschiefer vorliegende Varietät wird oben und unten von Kalkbänken umsäumt. | 39 39 × 1                | Typ: Gesteinsart Art: Kalkmergelstein                                                                                    | Prallhang/Flussbett/Bachprofil | bedeutend          | Naturdenkmal, FFH-Gebiet, Naturpark                      |                                 |
| Höllfelsen bei Oberwarmensteinach                                        | weitere Bilder | 472A010   | Warmensteinach Position                | Fichtelgebirge             | Typlokalität des Höllfelsquarzit der Unteren Warmensteinacher Serie. Die Quarzite führen zum Teil Gerölle. | 300 20 × 15              | Typ: Typlokalität, Härtling, Felsburg Art: Quarzit                                                                       | Hanganriss/Felswand            | besonders wertvoll | Naturdenkmal, Naturpark                                  |                                 |
| Aufschluss im Posidonienschiefer bei Hintergereuth                       |                | 472A011   | Ahorntal Position                      | Obermain-Bruchschollenland | Der Aufschluss im Posidonienschiefer (bituminöse Mergelschiefer, mit Kalksteinbänken durchsetzt) befindet sich am Böschungshang eines kleinen Feldweges zwischen Vorder- und Hintergereuth. | 140 70 × 2               | Typ: Gesteinsart Art: Kalkmergelstein                                                                                    | Prallhang/Flussbett/Bachprofil | bedeutend          | Naturdenkmal, Naturpark                                  |                                 |
| Moosmüller-Keller in Goldkronach                                         |                | 472A012   | Goldkronach Position                   | Münchberger Gneismasse     | Im hinteren Teil des Felsenkellers ist sehr stark zerscherter devonischer Diabas aufgeschlossen. Die Bewegungsflächen sind deutlich zu erkennen. Der vordere Teil des Kellers ist ausgemauert und durchquert möglicherweise noch Rotliegend-Sedimente. | 50 25 × 2                | Typ: Störung, Gesteinsart Art: Basalt                                                                                    | Felsenkeller                   | wertvoll           | Naturpark                                                |                                 |
| Ehemaliger Steinbruch an der Otterleite ENE von Goldkronach              |                | 472A013   | Goldkronach Position                   | Münchberger Gneismasse     | Der ehemalige Steinbruch erschließt oberdevonischen Diabas sowie Tuffe und Tuffite (untergeordnet Tonschiefer). Mehrere kleine Störungen versetzen die Gesteine gegeneinander. Die hier gelagerten Pillows stammen aus einem Steinbruch bei Bad Berneck. | 75 15 × 5                | Typ: Schichtfolge Art: Basalt, Tuff/Tuffit, Tonschiefer                                                                  | Steinbruch                     | bedeutend          | Landschaftsschutzgebiet, Naturpark                       |                                 |
| Rotliegend-Keller unter dem Schloss Nemmersdorf                          |                | 472A014   | Goldkronach Position                   | Obermain-Bruchschollenland | Der verschlossene Felsenkeller von Schloss Nemmersdorf bildet einen guten Aufschluss im Oberen Rotliegenden. Das Fanglomerat zeigt eine sandig-tonige Grundmasse, in die zahlreiche kantige Quarzbruchstücke von mehreren Zentimetern Größe eingestreut sind. Der vordere Teil des Kellers ist ausgemauert, er endet in einer kapellenartigen Erweiterung im Anstehenden. | 125 25 × 5               | Typ: Gesteinsart, Stollen Art: Konglomerat                                                                               | Felsenkeller                   | wertvoll           | Naturpark                                                |                                 |
| Tongrube Mistelgau                                                       | weitere Bilder | 472A016   | Mistelgau Position                     | Obermain-Bruchschollenland | In der ehemaligen Ziegeleigrube Mistelgau ist der Lias/Dogger-Übergangsbereich aufgeschlossen. Die Schichtfolge reicht vom Lias Delta bis zum Dogger Alpha. Die zum Teil sehr fossilreichen Schichten stellen ein wichtiges Referenzprofil dar. Besondere Bedeutung kommt dem flächendeckend auf der Grubensohle aufgeschlossenen Belemniten-Schlachtfeld zu, aus dem spektakuläre Funde von Fischsauriern stammen. | 37500 250 × 150          | Typ: Schichtfolge, Tierische Fossilien, Standard-/Referenzprofil Art: Tonstein, Schluffstein                             | Lehmgrube/Tongrube/Mergelgrube | wertvoll           | Naturpark                                                | Bayerns schönste Geotope Nr. 94 |
| Kellergasse in Goldkronach                                               |                | 472A017   | Goldkronach Position                   | Münchberger Gneismasse     | Von den sechs Kellern in der Kellergasse sind vier Keller im Rahmen von Führungen begehbar (Kontakt Stadt Goldkronach). Die Keller erlauben einen Einblick in die Entwicklungsgeschichte der Fränkischen Linie (Deformations- und Zerrungsstrukturen, Harnische). Durch die Steilstellung der Schichten kommt man vom unteren zum oberen Ende der Kellergasse in immer ältere Abschnitte des Mittleren Buntsandsteins. Die Keller wurden aufwändig gesäubert. Zwei Informationstafeln. | 4500 100 × 45            | Typ: Schichtfolge, Störung, Felsenkeller Art: Sandstein, Konglomerat                                                     | Felsenkeller                   | wertvoll           | Naturpark                                                |                                 |
| Felsenkeller in Bad Berneck                                              |                | 472A018   | Bad Berneck im Fichtelgebirge Position | Münchberger Gneismasse     | Durch ein Haus in der Bahnhofstraße erfolgt der Zugang zu diesem aus geologischer Sicht einzigartigen Felsenkeller. Der Keller ist in stark deformierten und zerscherten Diabasen angelegt. Die Wände sind mit Kalksinter überzogen, so dass der Eindruck einer Tropfsteinhöhle entsteht. Der Keller befindet sich in Privatbesitz und ist verschlossen. Er ist in der Topografischen Karte als Kristallgrotte Bad Berneck eingetragen. | 100 20 × 5               | Typ: Gesteinsart, Metamorphes Gefüge, Felsenkeller Art: Meta-Basalt, Kataklasit, Kalkstein                               | Felsenkeller                   | wertvoll           | Naturpark                                                |                                 |
| Prallhang am Roten Main SW von Emtmannsberg                              |                | 472A019   | Creußen Position                       | Obermain-Bruchschollenland | Am linken Ufer des Roten Main ist der Obere Benker Sandstein aufgeschlossen. Am gegenüber liegenden Hang führt der Fränkische Gebirgsweg vorbei. | 10 10 × 1                | Typ: Prallhang Art: Sandstein                                                                                            | Prallhang/Flussbett/Bachprofil | wertvoll           | Landschaftsschutzgebiet, FFH-Gebiet                      |                                 |
| Felsenkeller in Gefrees                                                  |                | 472A020   | Gefrees Position                       | Münchberger Gneismasse     | Im relativ großen, verzweigten Felsenkeller sind Hornblende-Bändergneise der Münchberger Masse mit eingelagerten Albit-Pegmatiten aufgeschlossen. Dies ist der einzige verbliebene Aufschluss in diesem einst wirtschaftlich bedeutenden Gestein in Bayern. Der Keller ist in Privatbesitz und verschlossen. | 90 30 × 3                | Typ: Metamorphes Gefüge, Gesteinsart, Mineralien, Felsenkeller Art: Aploid, Pegmatoid, Hornblendebändergneis, Amphibolit | Felsenkeller                   | besonders wertvoll | kein Schutzgebiet                                        |                                 |
| Felsenkeller in Weidenberg                                               |                | 472A021   | Weidenberg Position                    | Obermain-Bruchschollenland | Unter dem Obermarkt Weidenbergs liegen zahlreiche Felsenkeller im Buntsandstein. Bereits 1935 hat Goller die Schichtfolge vom Oberen bis zum Mittleren Buntsandstein in 23 Kellern fast lückenlos aufgenommen. Die unregelmäßigen Sandsteinschichtungen werden von Tonlagen durchbrochen. In den obersten Kellern entstehen kleine Sinterbildungen. Einzelne Keller sind seit kurzem bei Führungen wieder zugänglich. | 10000 100 × 100          | Typ: Felsenkeller Art: Sandstein                                                                                         | Felsenkeller                   | wertvoll           | kein Schutzgebiet                                        |                                 |
| Ehemaliger Diabasbruch bei Brandholz                                     |                | 472A022   | Goldkronach Position                   | Fichtelgebirge             | Östlich von Goldkronach kommen innerhalb der Phycoden-Schichten intrusive Meta-Basalte (Diabase) ordovizischen Alters vor. Der aufgelassene Diabasbruch bei Brandholz ist Teil der Goldkronacher Geopunkte und mit einer Informationstafel erläutert. | 100 20 × 5               | Typ: Gesteinsart, Gang Art: Meta-Basalt                                                                                  | Steinbruch                     | wertvoll           | Naturpark                                                |                                 |
| Sandsteinbruch Roter Bruch SE von Hartmannsreuth                         |                | 472A024   | Weidenberg Position                    | Obermain-Bruchschollenland | Alter ehemaliger Steinbruch in rotem Sandstein des Unteren Keuper. Bedeutung für Denkmalpflege (Naturwerksteine). Teilweise verfüllt. | 450 30 × 15              | Typ: Gesteinsart, Steinbruch/Grube Art: Sandstein                                                                        | Steinbruch                     | bedeutend          | kein Schutzgebiet                                        |                                 |
| Hohlweg Lochau - Neustädtlein                                            |                | 472A025   | Eckersdorf Position                    | Obermain-Bruchschollenland | Der Eisensandstein des Dogger Beta bildet eine markante Steilstufe in der Landschaft, in der sich der Hohlweg eingeschnitten hat. Im Hohlweg sind die verschiedenen hellgrauen bis ockerfarbenen Sandsteinschichten des Eisensandsteins aufgeschlossen. An einer Halbhöhle sind die Ablagerungsschichten gut zu erkennen. Dünne Tonlagen lagerten zwischen den Sandsteinschichten ab. Der Hohlweg wurde im Mittelteil auch durch einen längeren Felsabschnitt gehauen, wie Bearbeitungsspuren im Sandstein (Abb. 4) zeigen. Im unteren Teil flacht der Weg im weicheren Gestein des Opalinuston (Dogger Alpha) ab. Die Halbhöhle darf wegen Einsturzgefahr nicht betreten werden.                                                                                                 | 6000 300 × 20            | Typ: Schichtfolge, Hohlweg Art: Sandstein, Tonstein                                                                      | Grube/Kanal/Hohlweg            | wertvoll           | Naturpark                                                |                                 |
| Gleißinger Felsen - Alter Schacht, Fichtelberg                           |                | 472G001   | Fichtelberg Position                   | Fichtelgebirge             | Der Gleißinger Felsen besteht aus einem Quarz-Hämatitgang des Gleißinger Fels-Reviers. Vor dem Felsen sind zahlreiche Schürfgräben und Pingen. Früher wurde dort Silbereisen (Hämatit) abgebaut. Auch heute können noch gute Belegstücke an Hämatiterz gefunden werden. | 3000 100 × 30            | Typ: Schacht, Gang, Mineralien Art: Gangquarz, Granit                                                                    | Tunnel/Stollen/Schacht         | wertvoll           | Landschaftsschutzgebiet, Naturpark                       |                                 |
| Besucherbergwerk Gleißinger Fels                                         | weitere Bilder | 472G002   | Fichtelberg Position                   | Fichtelgebirge             | Am Gleißinger Fels wurden Quarzgänge mit hydrothermalen Hämatit-Vererzungen abgebaut. Während früher der Eisenglanz bzw. Eisenglimmer (Silbereisen) zur Eisenherstellung gewonnen wurde, diente er später als Bestandteil von Korrosionsschutz-Farben. Der Bergbau am Gleißinger Fels wurde bereits 1478 erwähnt. Neben dem Tagebau erfolgte die Erzgewinnung hier ab 1802 auch untertägig. Erst 1939 wurde der Bergbau eingestellt. Ein Teil des Stollensystems ist heute als Besucherbergwerk zugänglich. | 400 20 × 20              | Typ: Stollen, Gang, Mineralien Art: Gangquarz, Granit                                                                    | Tunnel/Stollen/Schacht         | wertvoll           | Landschaftsschutzgebiet, Naturpark                       |                                 |
| Schmutzler-Stollen E von Goldkronach                                     | weitere Bilder | 472G003   | Goldkronach Position                   | Fichtelgebirge             | Der Schmutzlerstollen ist neben dem Mittleren Name-Gottes-Stollen der einzige zugängliche Teil des alten Goldkronacher Bergbaus. Die goldführenden Quarz-Antimon-Arsen-Erzgänge wurden vom 14. bis ins 20. Jahrhundert abgebaut. Der ca. 40 m lange Hauptstollen zeigt an seiner Firste den damals begehrten goldhaltigen Quarzgang, der hier aber taub ist. Der Stollen kann von Mai bis September als Schaubergwerk besichtigt werden. | 80 40 × 2                | Typ: Stollen, Gang, Halde, Mineralien Art: Phyllit, Gangquarz, Gangmineralisation                                        | Tunnel/Stollen/Schacht         | wertvoll           | Landschaftsschutzgebiet, Naturpark                       |                                 |
| Alaunbergwerk im Rother Park bei Bad Berneck                             |                | 472G004   | Bad Berneck im Fichtelgebirge Position | Münchberger Gneismasse     | Der Stollen der 1841 aufgelassenen Alaungrube Beständiges Glück liegt im dendrologischen Garten Rother Park. Alexander von Humboldt testete hier bei einer Befahrung selbst entwickelte Gerätschaften (Geleucht und ein Atemgerät). Der noch auf ca. 170 m befahrbare Stollen ist nicht öffentlich zugänglich. Oberhalb des Stollens befindet sich ein Schacht mit rekonstruierter Kaue und Haspelanlage. Erläuterungstafeln informieren über das Bergwerk. | 1000 50 × 20             | Typ: Stollen, Schacht Art: Tonschiefer                                                                                   | Tunnel/Stollen/Schacht         | bedeutend          | Landschaftsschutzgebiet, Naturpark                       |                                 |
| Stollen am Mittelberg N von Warmensteinach                               |                | 472G005   | Warmensteinach Position                | Fichtelgebirge             | Am Mittelberg N von Warmensteinach wurde mindestens seit Beginn der Neuzeit Bergbau betrieben. Zunächst wurde das auf einem hydrothermalen Gang vorkommende Eisenerz (Siderit und Brauneisenstein, z. T. pseudomorph nach Siderit) gewonnen, später - bis ins 19. Jh. - auch Flussspat. Nebengestein ist ein vermutlich kambrischer Phyllit. Der auflässige Mittlere Tagstollen wurde im Rahmen eines Lehrpfades zugänglich gemacht, gesichert und durch eine Infotafel erläutert. Das Gelände steht als Bodendenkmal unter Schutz (Stollen: Denkmal-Nr. D-4-5936-0038, Schacht: Denkmal-Nr. D-4- 5936-0037, Pingenfeld: Denkmal-Nr. D-4-5936-0036). | 200 20 × 10              | Typ: Stollen Art: Phyllit                                                                                                | Tunnel/Stollen/Schacht         | wertvoll           | Bodendenkmal, Landschaftsschutzgebiet, Naturpark         |                                 |
| Name-Gottes- und Ritter-Sankt-Georg-Zeche S von Brandholz                | weitere Bilder | 472G006   | Goldkronach Position                   | Fichtelgebirge             | Der Mittlere-Name-Gottes-Stollen im historischen Bergbaurevier Goldkronach-Brandholz wird heute als Schaubergwerk genutzt. Neben dem Stollenmundloch wurde ein Röstofen ausgegraben. | 400 200 × 2              | Typ: Pinge/nfeld, Gang, Stollen, Halde, Schacht Art: Phyllit, Gangquarz                                                  | Tunnel/Stollen/Schacht         | besonders wertvoll | Bodendenkmal, Landschaftsschutzgebiet, Naturpark         |                                 |
| Eisenglimmer-Bergwerk Beständigkeit ESE von Bischofsgrün                 | weitere Bilder | 472G007   | Bischofsgrüner Forst Position          | Fichtelgebirge             | Anfang bis Mitte des 18. Jahrhunderts wurde hier Eisenglimmer eines Quarzgangs östlich der heutigen Bundesstraße abgebaut. Das vom Fichtelgebirgsverein restaurierte und vergitterte Mundloch gehört zu einem Stollen, der unter der B303 hindurch die Abbaue entwässerte und heute noch Ursprung eines Bächleins (Stollenbrunnen) ist. Das Bergbaurevier wird auf Schautafeln mit Karten und Profilen anschaulich erläutert. Das Ausbauholz des Stollens konnte auf 1722 und 1723 (Fällzeit) datiert werden. Entlang des parallel zur Bundesstraße verlaufenden Quarzgangs liegen Einbruchs- und Abbaupingen mit Halden. Das Geotop und Naturdenkmal Opferwanne liegt 70 m südöstlich des Mundlochs. Das Geotop steht als Bodendenkmal unter Schutz (Denkmal-Nr. D-4-5937-0060). | 150000 500 × 300         | Typ: Stollen, Pinge/nfeld Art: Eisenerz, Gangquarz                                                                       | Tunnel/Stollen/Schacht         | wertvoll           | Bodendenkmal, Landschaftsschutzgebiet, Naturpark         |                                 |
| Historische Feldspatgrube am Bärenbühl NW von Streitau                   |                | 472G008   | Gefrees Position                       | Münchberger Gneismasse     | Am Bärenbühl bei Streitau wurde von 1938 bis 1945 in mehreren kleinen Gruben Albit-Pegmatoid als Feldspat-Rohstoff für die keramische Industrie abgebaut. Vom Abbau zeugen heute noch Halden, im ehemaligen Tagebau stehen die Nebengesteine der Pegmatoide (Hornblende-Bändergneise) an. Dies ist die einzige der insgesamt etwa 30 ehemaligen Feldspatgruben in der Münchberger Masse von der Bergbauspuren erhalten sind. Das Geotop kann bequem von einem knapp unterhalb vorbeiführenden Wanderweg (Markierung: blauer Punkt) über einen Waldweg erreicht werden. | 5500 110 × 50            | Typ: Halde, Tagebau, Gesteinsart Art: Aploid, Pegmatoid, Hornblendebändergneis                                           | Tagebau                        | wertvoll           | Naturpark                                                |                                 |
| Zinnbergbaue Glückauf und Friedrich-Carls-Glück                          |                | 472G009   | Neubauer Forst-Nord Position           | Fichtelgebirge             | Nördlich des Wanderwegs zwischen Seehausparkplatz und Seehaus befindet sich ausgedehntes Seifenhügelgebiet, das teilweise vom Weg aus einsehbar ist. Hier wurde früher Zinnstein in den Gruben Friedrich-Carls-Glück (im unteren Teil) und Glückauf (im oberen Teil) gewonnen. Im Bereich direkt unterhalb des Seehauses wurde auch untertage abgebaut. Das Stollenmundloch ist nicht mehr vorhanden, aber Halden sind noch gut erkennbar. Dieses letzte Zinnbergwerk des Fichtelgebirges war mit Unterbrechungen bis 1924 in Betrieb. | 85000 850 × 100          | Typ: Seifenwäscherei, Halde Art: Granitgrus, Granit                                                                      | Tagebau                        | bedeutend          | Landschaftsschutzgebiet, FFH-Gebiet, Vogelschutzgebiet   |                                 |
| Schwalbenloch (B5) NE von Pottenstein                                    |                | 472H001   | Pottenstein Position                   | Nördliche Frankenalb       | Die Schwalbenlochhöhle (B5) ist im Höhlenkataster der Fränkischen Alb registriert. Mit 12 m Breite ist der Höhleneingang einer der größten der Fränkischen Alb. | 20000 200 × 100          | Typ: Karst-Horizontalhöhle, Felswand/-hang Art: Dolomitstein                                                             | Höhle                          | bedeutend          | Naturschutzgebiet, Naturdenkmal, Landschaftsschutzgebiet |                                 |
| Großes Hasenloch (D92) ESE von Pottenstein                               | weitere Bilder | 472H002   | Pottenstein Position                   | Nördliche Frankenalb       | Das Große Hasenloch liegt im Bereich des massigen Dolomits. Die 31 m lange Höhle ist im Höhlenkataster der Fränkischen Alb registriert (D 92). | 800 40 × 20              | Typ: Karst-Horizontalhöhle, Felswand/-hang Art: Dolomitstein                                                             | Höhle                          | bedeutend          | Naturdenkmal, Landschaftsschutzgebiet, Vogelschutzgebiet |                                 |
| Voithshöhle (D83) NW von Pegnitz                                         |                | 472H003   | Pegnitz Position                       | Nördliche Frankenalb       | Ca. 100 m lange Karsthöhle. | 500 100 × 5              | Typ: Karst-Horizontalhöhle Art: Dolomitstein                                                                             | Höhle                          | bedeutend          | Naturdenkmal, Naturpark                                  |                                 |
| Durchgangshöhle Klauskirche (D32) W von Betzenstein                      | weitere Bilder | 472H004   | Betzenstein Position                   | Nördliche Frankenalb       | Die Klauskirche ist eine 32 m lange geräumige Durchgangshöhle, die von einem Wanderweg durchquert wird. Sie weist typische hydromorphe Formen auf. | 160 32 × 5               | Typ: Karst-Horizontalhöhle Art: Dolomitstein                                                                             | Höhle                          | bedeutend          | Naturpark                                                |                                 |
| Kühkirche bei Loch (C49 und C98)                                         |                | 472H005   | Hollfeld Position                      | Nördliche Frankenalb       | Die massigen Dolomite östlich des Weilers Loch enthalten eine Höhle, die als prähistorische Fundstelle der Bronze-, Hallstatt- und La-Tène-Zeit bekannt wurde. | 32 8 × 4                 | Typ: Karst-Halbh./Naturbrücke, Felswand/-hang Art: Dolomitstein                                                          | Hanganriss/Felswand            | bedeutend          | Naturdenkmal, Landschaftsschutzgebiet, FFH-Gebiet        |                                 |
| Großes und Kleines Teufelsloch (C139a/b) W von Schnackenwöhr             |                | 472H006   | Hollfeld Position                      | Nördliche Frankenalb       | Die beiden Höhlen bestehen aus massigem Dolomit, wobei die größere einen 26 m langen, befahrbaren Spaltengang mit Laugungsformen aufweist. In der kleineren Höhle wurde eine frühpostglaziale Kleinfauna und Tierschliffe festgestellt. | 52 26 × 2                | Typ: Karst-Horizontalhöhle, Felswand/-hang Art: Dolomitstein                                                             | Höhle                          | bedeutend          | Naturdenkmal, Naturpark                                  |                                 |
| Försterhöhle (B28) WNW von Zeubach                                       | weitere Bilder | 472H007   | Waischenfeld Position                  | Nördliche Frankenalb       | Der natürliche Zugang zu der 92 m langen Försterhöhle wird durch einen 20 m tiefen Schacht gebildet. Heute ist die Höhle durch einen 18 m langen Stollen zugänglich. | 460 92 × 5               | Typ: Karst-Schacht-&Horizontalhöhle, Felsturm/-nadel Art: Dolomitstein                                                   | Hanganriss/Felswand            | bedeutend          | Naturdenkmal, FFH-Gebiet, Naturpark                      |                                 |
| Teufelshöhle bei Pottenstein (Schauhöhle)                                | weitere Bilder | 472H008   | Pottenstein Position                   | Nördliche Frankenalb       | Die meistbesuchte Schauhöhle in Bayern wird auch für Höhlentherapien genutzt. Gezeigt werden vor allem Sinterbildungen. Daneben ist die Höhle auch wegen ihrer urgeschichtlichen Funde bedeutend. | 30000 1500 × 20          | Typ: Karst-Horizontalhöhle Art: Dolomitstein                                                                             | Höhle                          | bedeutend          | Landschaftsschutzgebiet, Vogelschutzgebiet, Naturpark    |                                 |
| Sophienhöhle NE von Rabenstein (Schauhöhle)                              | weitere Bilder | 472H009   | Ahorntal Position                      | Nördliche Frankenalb       | In mehreren großen Räumen können die Besucher der Schauhöhle verschiedene Sinterbildungen, aber auch Höhlenbärenknochen bestaunen. | 22500 900 × 25           | Typ: Karst-Horizontalhöhle Art: Dolomitstein                                                                             | Höhle                          | wertvoll           | Landschaftsschutzgebiet, FFH-Gebiet, Vogelschutzgebiet   |                                 |
| Quellaustritt Seeweiher (D68) WSW von Michelfeld                         | weitere Bilder | 472Q001   | Veldensteiner Forst Position           | Nördliche Frankenalb       | Die Quellhöhle weist bei normalem Wasserstand eine beträchtliche Schüttung auf, fungiert aber bei Pegnitzhochwasser als Schlinger. Es handelt sich somit um eine Estavelle. | 84 14 × 6                | Typ: Verengungsquelle, Karst-Horizontalhöhle, Felswand/-hang, Gesteinsart, Estavelle Art: Dolomitstein                   | Hanganriss/Felswand            | wertvoll           | Naturschutzgebiet, Naturdenkmal, Landschaftsschutzgebiet |                                 |
| Weißmainquelle SE von Bischofsgrün                                       | weitere Bilder | 472Q003   | Bischofsgrüner Forst Position          | Fichtelgebirge             | Die Quelle des Weißen Mains ist in Granit gefasst. | 1 1 × 1                  | Typ: Stauquelle Art: Granit                                                                                              | kein Aufschluss                | bedeutend          | Naturdenkmal, Landschaftsschutzgebiet, Naturpark         |                                 |
| Fürstenstein E von Goldkronach                                           | weitere Bilder | 472R001   | Goldkronacher Forst Position           | Fichtelgebirge             | Der Fürstenstein bei Goldkronach wird von Epigneisen, ordovizischen Meta-Rhyolithen, aufgebaut. | 900 30 × 30              | Typ: Felsburg, Gesteinsart Art: Gneis, Meta-Rhyolith                                                                     | Felshang/Felskuppe             | wertvoll           | Naturdenkmal, Landschaftsschutzgebiet, Naturpark         |                                 |
| Diabasfelsen am Frankenberg NE von Brandholz                             |                | 472R002   | Goldkronach Position                   | Fichtelgebirge             | Natürlicher Aufschluss im ordovizischen Metadiabaszug von Escherlich. Aufgrund der Hanglage auch von oben zugänglich. | 400 20 × 20              | Typ: Felswand/-hang, Gesteinsart Art: Meta-Basalt                                                                        | Hanganriss/Felswand            | wertvoll           | Naturdenkmal, Landschaftsschutzgebiet, Naturpark         |                                 |
| Hügelfels E von Bischofsgrün                                             |                | 472R003   | Bischofsgrüner Forst Position          | Fichtelgebirge             | Touristisch mit Sitzbank und Geländer erschlossener typischer Granitfelsen (wollsack- und matratzenartig herausgewittert). | 800 40 × 20              | Typ: Wollsackbildung, Felsburg Art: Granit                                                                               | Felshang/Felskuppe             | wertvoll           | Naturdenkmal, Landschaftsschutzgebiet, Naturpark         |                                 |
| Goethefelsen am Ochsenkopf                                               | weitere Bilder | 472R004   | Bischofsgrüner Forst Position          | Fichtelgebirge             | Teil einer Felsrippe, die vom Ochsenkopf nach SE zieht. Der porphyrische Randgranit weist rhombische Absonderungskörper auf, die durch zwei sich schneidende Lagerklüfte entstanden sind. Goethe zeichnete den Felsen 1785, die Werke wurden jedoch erst 1986 durch Forstdirektor Anton Böhm wiederentdeckt. | 600 40 × 15              | Typ: Wollsackbildung Art: Granit                                                                                         | Felshang/Felskuppe             | bedeutend          | Naturdenkmal, Landschaftsschutzgebiet, Naturpark         |                                 |
| Weißmain-Felsen am Ochsenkopf                                            | weitere Bilder | 472R005   | Neubauer Forst-Nord Position           | Fichtelgebirge             | Von der zweigipfeligen Felsburg im Kerngranit bietet sich ein schöner Ausblick auf den Schneebergrücken, Wollsackverwitterung, Lager- und Querklüfte im Kerngranit sind deutlich ausgebildet. | 6000 100 × 60            | Typ: Felsburg, Wollsackbildung Art: Granit                                                                               | Felshang/Felskuppe             | bedeutend          | Naturdenkmal, Landschaftsschutzgebiet, Naturpark         |                                 |
| Opferwanne bei Karches                                                   |                | 472R006   | Bischofsgrüner Forst Position          | Fichtelgebirge             | In dem als Opferwanne bezeichneten Granitblock befindet sich eine Hohlform natürlichen Ursprungs (Opferkessel). Es wird vermutet, dass der Felsblock zur Aufbereitung der Erze eines nahe gelegenen Eisenglanz-Bergwerkes (Stollenbrunnen, Geotopnummer 472G007) genutzt wurde. Die schüsselförmige Vertiefung mündet in einen schlitzartigen, wohl künstlich bearbeiteten Ablauf. Die Opferwanne ist mit einer Infotafel versehen. | 6 3 × 2                  | Typ: Felsblock, Bearbeiteter Fels Art: Granit                                                                            | Block                          | wertvoll           | Naturdenkmal, Landschaftsschutzgebiet, Naturpark         |                                 |
| Kaiserbergfelsen N von Fichtelberg                                       |                | 472R007   | Fichtelberg Position                   | Fichtelgebirge             | Dickbankige Granitfelsgruppe (G2) mit Wollsackverwitterung und Überhängen. | 400 20 × 20              | Typ: Wollsackbildung, Felsburg Art: Granit                                                                               | Felshang/Felskuppe             | wertvoll           | Naturdenkmal, Landschaftsschutzgebiet, Naturpark         |                                 |
| Sachsenruh-Felsen E von Fichtelberg                                      |                | 472R008   | Fichtelberg Position                   | Fichtelgebirge             | Matratzenartig verwitterter Granitfelsen (G2), der von einer saigeren Kluft durchgebrochen ist. | 80 20 × 4                | Typ: Wollsackbildung, Felsburg Art: Granit                                                                               | Felshang/Felskuppe             | wertvoll           | Naturdenkmal, Landschaftsschutzgebiet, Naturpark         |                                 |
| Luginsland-Felsen E von Fichtelberg                                      | weitere Bilder | 472R009   | Fichtelberg Position                   | Fichtelgebirge             | Die Granit (G2)-Felsburg mit Überhang zeigt Lager- und Querklüftung, der Felsen ist durch Treppe und Geländer erschlossen. | 200 20 × 10              | Typ: Felsburg Art: Granit                                                                                                | Felshang/Felskuppe             | bedeutend          | Naturdenkmal, Landschaftsschutzgebiet, Naturpark         |                                 |
| Semmelstein NE von Fleckl                                                |                | 472R010   | Fichtelberg Position                   | Fichtelgebirge             | Die Granit (G2)-Felsburg ragt aus flachem Gelände auf, Lagerklüftung ist deutlich zu erkennen. | 1200 60 × 20             | Typ: Felsburg, Wollsackbildung Art: Granit                                                                               | Felshang/Felskuppe             | bedeutend          | Naturdenkmal, Landschaftsschutzgebiet, Naturpark         |                                 |
| Rocksaumfelsen N von Fleckl                                              |                | 472R011   | Warmensteinach Position                | Fichtelgebirge             | Die nordweststreichende, freistehende Kerngranit-Mauer liegt in einem dichten Wald. | 1200 60 × 20             | Typ: Felsburg Art: Granit                                                                                                | Felshang/Felskuppe             | bedeutend          | Naturdenkmal, Landschaftsschutzgebiet, Naturpark         |                                 |
| Brand- und Feuerherd-Felsen NNW von Neubau                               |                | 472R012   | Fichtelberg Position                   | Fichtelgebirge             | Die lockere Felsgruppe im Kerngranit zeigt stark gerundete Wollsack-Formen. | 900 30 × 30              | Typ: Felsburg, Wollsackbildung Art: Granit                                                                               | Felshang/Felskuppe             | bedeutend          | Naturdenkmal, Landschaftsschutzgebiet, Naturpark         |                                 |
| Nußhardt-Gipfel SE von Bischofsgrün                                      | weitere Bilder | 472R013   | Neubauer Forst-Nord Position           | Fichtelgebirge             | Am Nußhardt-Gipfel liegt ein ausgedehntes Gipfelblockmeer mit Felsruinen. Der Hauptteil besteht aus grobkörnigem Kerngranit (G3), am SE-Ende steht dieser im Kontakt mit sehr grobkörnigem (Ortho-)Augengneis. | 25000 250 × 100          | Typ: Blockmeer, Felsburg, Wollsackbildung, Kontakt Art: Granit                                                           | Felshang/Felskuppe             | wertvoll           | Naturschutzgebiet, Landschaftsschutzgebiet, FFH-Gebiet   |                                 |
| Haberstein am Schneeberg E von Bischofsgrün                              | weitere Bilder | 472R014   | Bischofsgrüner Forst Position          | Fichtelgebirge             | Der Haberstein besteht aus einer Felsruine und einem davon ausgehenden Blockstrom. Der porphyrisch-feinkörnige Randgranit (G2) ist dünnbankig, daher verwittert er in eckige Platten und Rhombenformen. | 20000 200 × 100          | Typ: Blockstrom, Felsburg Art: Granit                                                                                    | Felshang/Felskuppe             | wertvoll           | Naturschutzgebiet, Landschaftsschutzgebiet, FFH-Gebiet   |                                 |
| Felsengruppe Wachstein SW von Truppach                                   |                | 472R015   | Mistelbach Position                    | Nördliche Frankenalb       | Die Felsengruppe mit der höchsten Erhebung Wachstein (516 m) besteht aus mehreren hellgrauen, massigen Schwammkalkstotzen des Unteren Malms. Im Gegensatz zu den dolomitisierten Schwammriffen sind solche Kalkfelsen eher selten. | 1500 150 × 10            | Typ: Felsgruppe Art: Kalkstein                                                                                           | Hanganriss/Felswand            | bedeutend          | Naturdenkmal, Landschaftsschutzgebiet, Naturpark         |                                 |
| Keilsteinfelsen bei Keilstein                                            |                | 472R016   | Weidenberg Position                    | Fichtelgebirge             | Felsbildung in einem Metarhyolithzug, direkt östlich der tektonischen Grenze zum Rotliegenden. Ein Teil des Gangquarzes wurde durch Erosion herauspräpariert. | 200 20 × 10              | Typ: Felskuppe Art: Meta-Rhyolith, Gangquarz                                                                             | Felshang/Felskuppe             | wertvoll           | Naturdenkmal, Landschaftsschutzgebiet, Naturpark         |                                 |
| Dolomitfelsen Judenfriedhof SW von Plech                                 | weitere Bilder | 472R017   | Plech Position                         | Nördliche Frankenalb       | Schöne Felsnadeln aus Riffdolomit des Oberen Kimmeridge mit horizontalen Baustrukturen. | 800 100 × 8              | Typ: Felsturm/-nadel Art: Dolomitstein                                                                                   | Hanganriss/Felswand            | bedeutend          | Naturdenkmal, Landschaftsschutzgebiet, Naturpark         |                                 |
| Dolomitfelsen mit Wirtsteinhöhlen S von Freienfels                       |                | 472R018   | Hollfeld Position                      | Nördliche Frankenalb       | Am Schafhof liegt eine mächtige Steilwand, die von zahlreichen Höhlen (Wirtsteinhöhlen, C93 - C95) durchlöchert ist. Aus einer der Höhlen wurde eine reiche würmeiszeitliche Fauna geborgen. | 50 50 × 1                | Typ: Felswand/-hang, Karst-Horizontalhöhle Art: Dolomitstein                                                             | Hanganriss/Felswand            | bedeutend          | Naturpark, Naturdenkmal                                  |                                 |
| Teufelslochgraben N von Oberwaiz                                         | weitere Bilder | 472R019   | Heinersreuther Forst Position          | Obermain-Bruchschollenland | An der Schichtgrenze zwischen Rhät und Lias Alpha 1 und 2 hat sich der Bach etwa 20 m tief eingeschnitten. In den eindrucksvollen Felsen und Blöcken ist Kreuzschichtung und gradierte Schichtung zu erkennen. | 16000 400 × 40           | Typ: Schlucht, Felswand/-hang, Sedimentstrukturen Art: Sandstein                                                         | Prallhang/Flussbett/Bachprofil | wertvoll           | Naturschutzgebiet, FFH-Gebiet                            |                                 |
| Viertelstein S von Mistelbach                                            | weitere Bilder | 472R020   | Mistelbach Position                    | Obermain-Bruchschollenland | Der freistehende Sandsteinfelsen des Rhätolias (Gümbelscher Sandstein) entstand durch natürliche Verwitterung der harten Sandsteinlage. Diese Sandsteine sind in einzelnen Bereichen besonders verwitterungsresistent und bilden Felshänge und Schluchten. Zwischen den herausgewitterten rundlichen Vertiefungen in der Felsoberfläche bleiben gitter- oder netzartig erhabene Gesteinspartien stehen (Wabenverwitterung). Der Fels liegt direkt am Radweg. | 120 15 × 8               | Typ: Felsblock, Tafoni/Wabenverwitterung Art: Sandstein                                                                  | Felshang/Felskuppe             | bedeutend          | Naturdenkmal, Naturpark                                  |                                 |
| Hautschgrund (C92) SE von Freienfels                                     |                | 472R021   | Hollfeld Position                      | Nördliche Frankenalb       | In dem Riffdolomitfelsen liegt der Eingang zur Höhle C92. | 200 20 × 10              | Typ: Felswand/-hang, Karst-Horizontalhöhle Art: Dolomitstein                                                             | Hanganriss/Felswand            | geringwertig       | Naturdenkmal, Landschaftsschutzgebiet, FFH-Gebiet        |                                 |
| Schlucht Arzloch NW von Mistelbach                                       | weitere Bilder | 472R022   | Mistelbach Position                    | Obermain-Bruchschollenland | Die Schlucht liegt im Bereich der Schichtstufen zwischen Rhät und Lias Alpha 1 und 2, die Körnung wechselt zwischen fein- und grobkörnig, wobei grobe Körner überwiegen. | 6000 200 × 30            | Typ: Schlucht Art: Sandstein                                                                                             | Prallhang/Flussbett/Bachprofil | wertvoll           | Naturdenkmal                                             |                                 |
| Sandsteinfelsen um den Jagdtisch N von Mistelbach                        | weitere Bilder | 472R023   | Mistelbach Position                    | Obermain-Bruchschollenland | In den Sandsteinfelsen im Lias Alpha 1 und 2 wurden Tisch, Bank und Stuhl herausgehauen, die Tischgruppe ist umgeben von ähnlichen Sandstein-Felsblöcken. | 105 15 × 7               | Typ: Felsgruppe Art: Sandstein                                                                                           | Felshang/Felskuppe             | wertvoll           | Naturdenkmal                                             |                                 |
| Schlucht des Hermannsbachs NW von Mistelbach                             |                | 472R024   | Eckersdorf Position                    | Obermain-Bruchschollenland | Der Hermannsbach hat sich an der Schichtstufe zwischen Rhät und Lias Alpha 1 und 2 schluchtartig eingegraben, wodurch die Felsen eindrucksvoll freigestellt wurden. Er durchquert diese Schlucht über mehrere kleine Wasserfälle. | 15000 300 × 50           | Typ: Schlucht, Wasserfall, Felswand/-hang Art: Sandstein                                                                 | Prallhang/Flussbett/Bachprofil | bedeutend          | kein Schutzgebiet                                        |                                 |
| Sattlerstein SE von Mistelbach                                           | weitere Bilder | 472R025   | Mistelbach Position                    | Obermain-Bruchschollenland | Die grauen massigen Sandsteinfelsblockkomplexe im Lias Alpha 1 und 2 zeigen Kreuzschichtung sowie im unteren Bereich Schrappsuren, die auf Abbau hindeuten. | 672 28 × 24              | Typ: Felsburg Art: Sandstein                                                                                             | Felshang/Felskuppe             | wertvoll           | Naturdenkmal, Naturpark                                  |                                 |
| Schlucht Salamandertal in Eckersdorf                                     | weitere Bilder | 472R026   | Eckersdorf Position                    | Obermain-Bruchschollenland | Die Schlucht ist von abgestürzten Sandsteinblöcken überstreut, die zu einem Blockstrom angehäuft sind. Herausgewittert wurden Hohlkehlen im cm- bis m-Bereich. | 3200 80 × 40             | Typ: Schlucht Art: Sandstein                                                                                             | Prallhang/Flussbett/Bachprofil | wertvoll           | Naturdenkmal                                             |                                 |
| Oertelfelsen W von Bayreuth                                              | weitere Bilder | 472R027   | Eckersdorf Position                    | Obermain-Bruchschollenland | Der hellgelbe Sandsteinfelsen im Lias Alpha 1+2 zeigt Kreuzschichtung, bräunlich-rötliche (Eisen) Verwitterungsfarbe sowie sehr schöne Wabenverwitterung. | 440 22 × 20              | Typ: Tafoni/Wabenverwitterung, Felswand/-hang Art: Sandstein                                                             | Felshang/Felskuppe             | wertvoll           | Naturdenkmal, Landschaftsschutzgebiet                    |                                 |
| Katzenstein SE von Eckersdorf                                            | weitere Bilder | 472R028   | Eckersdorf Position                    | Obermain-Bruchschollenland | Der Lias Alpha 1 und 2 Sandsteinblock wurde durch natürliche Verwitterung aus den weichen Sandsteinlagen herauspräpariert. | 72 12 × 6                | Typ: Felsburg Art: Sandstein                                                                                             | Felshang/Felskuppe             | wertvoll           | Naturdenkmal, Landschaftsschutzgebiet                    |                                 |
| Felsengruppe Philippstein E von Eckersdorf                               | weitere Bilder | 472R029   | Eckersdorf Position                    | Obermain-Bruchschollenland | Die fein- bis mittelsandige, gelbliche Felsgruppe im Lias Alpha 1 und 2 besteht aus mehreren freistehenden Blöcken. | 800 40 × 20              | Typ: Felsgruppe Art: Sandstein                                                                                           | Hanganriss/Felswand            | wertvoll           | Naturdenkmal, Landschaftsschutzgebiet                    |                                 |
| Sandsteinblock Schwedenbrücke SE von Eckersdorf                          |                | 472R030   | Eckersdorf Position                    | Obermain-Bruchschollenland | Der hellgelbe Sandsteinblock im Lias Alpha 1 und 2 zeigt Kreuzschichtung und teilweise Wabenverwitterung. Der Block diente als Kultstätte. | 125 25 × 5               | Typ: Felsblock Art: Sandstein                                                                                            | Block                          | bedeutend          | Landschaftsschutzgebiet                                  |                                 |
| Sandsteinblock Emigrantenstein E von Eckersdorf                          | weitere Bilder | 472R031   | Eckersdorf Position                    | Obermain-Bruchschollenland | In den Sandsteinfels im Lias Alpha 1 und 2 sind Inschriften französischer Auswanderer aus dem Jahr 1796 eingemeißelt. | 48 8 × 6                 | Typ: Felsblock Art: Sandstein                                                                                            | Block                          | bedeutend          | Naturdenkmal, Landschaftsschutzgebiet                    |                                 |
| Sandsteinblock 1 im Schloßgarten Fantaisie                               | weitere Bilder | 472R032   | Eckersdorf Position                    | Obermain-Bruchschollenland | Der Sandsteinblock aus Lias 1 und 2 weist lochartige Verwitterungsspuren im cm-Bereich auf. | 28 7 × 4                 | Typ: Tafoni/Wabenverwitterung, Felsblock Art: Sandstein                                                                  | Block                          | wertvoll           | Landschaftsschutzgebiet                                  |                                 |
| Sandsteinblock 2 im Schloßgarten Fantaisie                               | weitere Bilder | 472R033   | Eckersdorf Position                    | Obermain-Bruchschollenland | Durch die unterschiedlich starke Verwitterung ist die Schichtung des Sandsteinblocks (Lias Alpha 1 und 2) zu erkennen. | 12 4 × 3                 | Typ: Felsblock Art: Sandstein                                                                                            | Block                          | bedeutend          | Landschaftsschutzgebiet                                  |                                 |
| Sandsteinblock 3 im Schloßgarten Fantaisie                               | weitere Bilder | 472R034   | Eckersdorf Position                    | Obermain-Bruchschollenland | In den Sandstein (Lias alpha 1 und 2) wurde eine Kapelle gehauen. | 20 5 × 4                 | Typ: Felsblock Art: Sandstein                                                                                            | Block                          | bedeutend          | Landschaftsschutzgebiet                                  |                                 |
| Sandsteinblock 4 im Schloßgarten Fantaisie                               | weitere Bilder | 472R035   | Eckersdorf Position                    | Obermain-Bruchschollenland | Im vorderen Block des Sandsteinblock-Komplexes (Lias Alpha 1 und 2) ist eine Inschrift eingemeißelt. | 64 16 × 4                | Typ: Felsblock Art: Sandstein                                                                                            | Block                          | bedeutend          | Landschaftsschutzgebiet                                  |                                 |
| Felswand Hohlestein SE von Forkendorf                                    |                | 472R036   | Gesees Position                        | Obermain-Bruchschollenland | Der gelbliche Sandsteinfels weist wabenartige Verwitterungsformen und eine Halbhöhle auf. | 400 20 × 20              | Typ: Felswand/-hang, Ausbruchs/Auswitterungshöhle, Tafoni/Wabenverwitterung Art: Sandstein                               | Hanganriss/Felswand            | wertvoll           | kein Schutzgebiet                                        |                                 |
| Buchsteinfelsen NNE von Forkendorf                                       |                | 472R037   | Gesees Position                        | Obermain-Bruchschollenland | Große geradlinige Klüfte haben die Sandsteinfelsen zerlegt und zerschnitten. Die Felsen zeigen sehr schöne Wabenverwitterung. | 10000 100 × 100          | Typ: Tafoni/Wabenverwitterung, Felsburg Art: Sandstein                                                                   | Felshang/Felskuppe             | wertvoll           | kein Schutzgebiet                                        |                                 |
| Hörnlesstein W von Wiesentfels                                           |                | 472R038   | Hollfeld Position                      | Nördliche Frankenalb       | Der steil aufragende Felsen besteht aus massigem Dolomit des Mittleren Kimmeridge. | 4000 100 × 40            | Typ: Felsturm/-nadel Art: Dolomitstein                                                                                   | Hanganriss/Felswand            | bedeutend          | Naturdenkmal, Landschaftsschutzgebiet, Naturpark         |                                 |
| Dolomitfels Poppelstein mit Abri (C102) NE von Wiesentfels               |                | 472R039   | Hollfeld Position                      | Nördliche Frankenalb       | Dolomitfelsen mit vorgeschichtlich bedeutsamen Überhang an der Straße. | 800 40 × 20              | Typ: Felswand/-hang, Karst-Halbh./Naturbrücke Art: Dolomitstein                                                          | Hanganriss/Felswand            | bedeutend          | Naturdenkmal, Landschaftsschutzgebiet, FFH-Gebiet        |                                 |
| Dolomitfels mit Höhlen C100a/b und Quellgrotte C101 bei Loch             |                | 472R040   | Hollfeld Position                      | Nördliche Frankenalb       | Aufgeschlossen ist der Grenzbereich zwischen gebanktem und massigem Dolomit. Die Höhlen von Loch (Fränk. Höhlenkataster Nr. C100), ein ca. 30 m langer Felsengang, wurden ehemals als Keller genutzt. Die Quellgrotte (C101) ist eine im Wiesentniveau liegende Karstquelle mit seltener Schüttung. | 2000 100 × 20            | Typ: Felswand/-hang, Karst-Horizontalhöhle, Verengungsquelle Art: Dolomitstein                                           | Hanganriss/Felswand            | wertvoll           | Naturdenkmal, Landschaftsschutzgebiet, Naturpark         |                                 |
| Dolomitfels Wachstein mit Durchgangshöhle C181                           |                | 472R041   | Aufseß Position                        | Nördliche Frankenalb       | Im Felsklotz aus Frankendolomit des massigen Typs liegt eine Durchgangshöhle (Fränk. Höhlenkataster: C181). | 450 30 × 15              | Typ: Felsburg, Karst-Horizontalhöhle Art: Dolomitstein                                                                   | Felshang/Felskuppe             | bedeutend          | Naturdenkmal, Landschaftsschutzgebiet, Naturpark         |                                 |
| Wüstenburg NW von Oberaufseß                                             |                | 472R042   | Aufseß Position                        | Nördliche Frankenalb       | Die Felsgruppe im massigen Dolomit setzt sich aus einem großen und mehreren kleinen freistehenden Felsen zusammen. | 400 20 × 20              | Typ: Felsgruppe Art: Dolomitstein                                                                                        | Felshang/Felskuppe             | bedeutend          | Naturdenkmal, Landschaftsschutzgebiet, Naturpark         |                                 |
| Dolomitfelsengruppe W von Plankenstein                                   | weitere Bilder | 472R043   | Plankenfels Position                   | Nördliche Frankenalb       | Die riesige Felsengruppe reicht stratigraphisch vom gebankten Unteren Malm bis zum massigen Frankendolomit. | 5000 100 × 50            | Typ: Felsgruppe, Schichtfolge Art: Dolomitstein, Kalkstein                                                               | Hanganriss/Felswand            | bedeutend          | Naturdenkmal                                             |                                 |
| Dolomitfelsengruppe bei der Eichenmühle (Plankenfels)                    |                | 472R044   | Plankenfels Position                   | Nördliche Frankenalb       | Die Felsengruppe setzt sich zusammen aus 4 mächtigen Stotzen im massigen Dolomit. | 4000 100 × 40            | Typ: Felsgruppe Art: Dolomitstein                                                                                        | Hanganriss/Felswand            | bedeutend          | Landschaftsschutzgebiet, Naturpark                       |                                 |
| Dolomitfels Bachscheißer SW von Plankenfels                              |                | 472R045   | Plankenfels Position                   | Nördliche Frankenalb       | Dolomitfelsen am Prallhang der Wiesent. | 1200 40 × 30             | Typ: Felswand/-hang Art: Dolomitstein                                                                                    | Hanganriss/Felswand            | bedeutend          | Naturdenkmal, Landschaftsschutzgebiet, Naturpark         |                                 |
| Zeugenberg Neubürg E von Wohnsgehaig                                     | weitere Bilder | 472R046   | Mistelbach Position                    | Obermain-Bruchschollenland | Mehrere Kilometer östlich des heutigen Haupt-Verbreitungsgebietes stehen auf dieser Bergkuppe Felsen aus massigem Malm-Dolomit an. | 460 23 × 20              | Typ: Inselberg/Zeugenberg, Felsburg Art: Dolomitstein                                                                    | Felshang/Felskuppe             | wertvoll           | Landschaftsschutzgebiet, Naturpark                       |                                 |
| Majorshöhle (C188) und Höhlenruine (C189) N von Siegritzberg             |                | 472R047   | Waischenfeld Position                  | Nördliche Frankenalb       | Die Majorshöhle (C188) und die Höhlenruine (C189) am Siegritzberg sind im Höhlenkataster der Fränkischen Alb registriert. | 300 30 × 10              | Typ: Felswand/-hang, Karst-Horizontalhöhle Art: Dolomitstein                                                             | Hanganriss/Felswand            | bedeutend          | Naturdenkmal, Landschaftsschutzgebiet, Naturpark         |                                 |
| Dolomitfelsen mit Preußenloch (C50a/b) W von Freienfels                  |                | 472R048   | Hollfeld Position                      | Nördliche Frankenalb       | Der steilwandige Dolomitfelsen (direkt neben der Straße) beinhaltet das sog. Preußenloch, zwei kurze Horizontalhöhlen. | 30 30 × 1                | Typ: Felswand/-hang, Karst-Horizontalhöhle Art: Dolomitstein                                                             | Hanganriss/Felswand            | bedeutend          | Naturdenkmal, FFH-Gebiet, Naturpark                      |                                 |
| Dolomitfelsen (mit C133 und C134) WNW von Freienfels                     |                | 472R049   | Hollfeld Position                      | Nördliche Frankenalb       | Der massige Dolomitfels steht inmitten eines Waldgebietes. | 30 6 × 5                 | Typ: Felswand/-hang, Karst-Halbh./Naturbrücke Art: Dolomitstein                                                          | Hanganriss/Felswand            | bedeutend          | Naturdenkmal, Landschaftsschutzgebiet, Naturpark         |                                 |
| Dolomitfels Hohenstein E von Kirchenbirkig                               |                | 472R050   | Pottenstein Position                   | Nördliche Frankenalb       | Im unteren Teil steht gebankter, im oberen Teil massiger Dolomitfels an. | 77 11 × 7                | Typ: Felsburg Art: Dolomitstein                                                                                          | Felshang/Felskuppe             | bedeutend          | Naturdenkmal, Naturpark                                  |                                 |
| Drachenfels SW von Mittelmühle                                           |                | 472R051   | Pottenstein Position                   | Nördliche Frankenalb       | Im unteren Teil ist gebankter, im oberen Teil eher massiger Dolomit (mit einer Höhle) aufgeschlossen. | 375 25 × 15              | Typ: Felsburg, Karst-Halbh./Naturbrücke Art: Dolomitstein                                                                | Felshang/Felskuppe             | bedeutend          | Naturdenkmal, Landschaftsschutzgebiet, FFH-Gebiet        |                                 |
| Dolomitfels mit Höhle Steinkirche (D80) E von Leienfels                  | weitere Bilder | 472R052   | Pottenstein Position                   | Nördliche Frankenalb       | Der riesige Felsenriffkomplex beinhaltet die Höhle D80 (Fränkisches Höhlenkataster). | 10000 250 × 40           | Typ: Felswand/-hang, Karst-Horizontalhöhle Art: Dolomitstein                                                             | Hanganriss/Felswand            | bedeutend          | Naturdenkmal, Landschaftsschutzgebiet, Naturpark         |                                 |
| Dianafelsen W von Pegnitz                                                |                | 472R053   | Pegnitz Position                       | Nördliche Frankenalb       | Der Felsturm besteht aus massigem Dolomit. | 4000 100 × 40            | Typ: Felsturm/-nadel Art: Dolomitstein                                                                                   | Felshang/Felskuppe             | bedeutend          | Naturdenkmal, Naturpark                                  |                                 |
| Hoher Fels W von Pegnitz                                                 |                | 472R054   | Pegnitz Position                       | Nördliche Frankenalb       | Der löchrig angewitterte Fels besteht aus massigem Dolomit. | 200 20 × 10              | Typ: Felswand/-hang Art: Dolomitstein                                                                                    | Hanganriss/Felswand            | bedeutend          | Naturdenkmal, Naturpark                                  |                                 |
| Dolomitfels Tabakspfeife NW von Pegnitz                                  |                | 472R055   | Pegnitz Position                       | Nördliche Frankenalb       | Die bizarren Felsbildungen sind aus dolomitisierten Schwammstotzen entstanden. | 10 10 × 1                | Typ: Felsturm/-nadel Art: Dolomitstein                                                                                   | Felshang/Felskuppe             | bedeutend          | Naturpark                                                |                                 |
| Kühkirche (C172) W von Wiesentfels                                       |                | 472R056   | Hollfeld Position                      | Nördliche Frankenalb       | Die westlich von Wiesentfels auftretenden Dolomitwände enthalten die so genannte Kühkirche, eine Quellhöhle mit aktivem Gerinne. | 300 30 × 10              | Typ: Felswand/-hang, Karst-Horizontalhöhle, Verengungsquelle Art: Dolomitstein                                           | Hanganriss/Felswand            | bedeutend          | Naturdenkmal, Landschaftsschutzgebiet, Naturpark         |                                 |
| Felsgruppe Auf der Wache SE von Reisach                                  |                | 472R057   | Pegnitz Position                       | Nördliche Frankenalb       | Der Riffkomplex ist löchrig angewittert. | 3000 100 × 30            | Typ: Felsgruppe Art: Dolomitstein                                                                                        | Felshang/Felskuppe             | bedeutend          | Naturdenkmal, Naturpark                                  |                                 |
| Dolomitfelsen Königskopf W von Bronn                                     |                | 472R058   | Pegnitz Position                       | Nördliche Frankenalb       | Die beiden direkt nebeneinander liegenden Felsgruppen am Rande eines Trockentals werden aus dolomitisierten Schwammriffen aufgebaut, die löchrige Verwitterungsspuren zeigen. | 1000 50 × 20             | Typ: Felswand/-hang Art: Dolomitstein                                                                                    | Hanganriss/Felswand            | bedeutend          | Naturdenkmal, Naturpark                                  |                                 |
| Dolomitfels mit Höhle Alter Keller (D241) W von Neudorf                  | weitere Bilder | 472R059   | Pegnitz Position                       | Nördliche Frankenalb       | In dem massigen Dolomitkomplex liegt der Eingang zu der Höhle Alter Keller (Höhlenkataster der Fränkischen Alb D241). | 170 17 × 10              | Typ: Felswand/-hang, Karst-Horizontalhöhle Art: Dolomitstein                                                             | Hanganriss/Felswand            | bedeutend          | Naturdenkmal, Landschaftsschutzgebiet, Naturpark         |                                 |
| Hutterichsfelsen SW von Hainbronn                                        |                | 472R060   | Pegnitz Position                       | Nördliche Frankenalb       | Der riesige gebankte Dolomitkomplex ist von Klüften zerschnitten und zerlegt. | 4800 120 × 40            | Typ: Felswand/-hang Art: Dolomitstein                                                                                    | Hanganriss/Felswand            | bedeutend          | Naturdenkmal, Naturpark                                  |                                 |
| Felsüberhang im Vogelherd SW von Pegnitz                                 |                | 472R061   | Veldensteiner Forst Position           | Nördliche Frankenalb       | Felsüberhang im Frankendolomit des Veldensteiner Forstes. | 250 25 × 10              | Typ: Felswand/-hang Art: Dolomitstein                                                                                    | Hanganriss/Felswand            | bedeutend          | Landschaftsschutzgebiet, Naturpark                       |                                 |
| Taubennest-Doline mit Höhle (D74) W von Michelfeld                       |                | 472R062   | Veldensteiner Forst Position           | Nördliche Frankenalb       | Die Ponordoline liegt im Bereich der Michelfelder-Schichten (Obere Kreide). | 15 5 × 3                 | Typ: Ponor, Karst-Horizontalhöhle Art: Sandstein, Dolomitstein                                                           | Höhle                          | wertvoll           | Naturdenkmal, Landschaftsschutzgebiet, Naturpark         |                                 |
| Hochrücken-Ponordoline mit Höhle (D78) WSW von Michelfeld                |                | 472R063   | Veldensteiner Forst Position           | Nördliche Frankenalb       | Im Veldensteiner Forst versickert ein aus der Kreide austretender Wasserlauf in dem Hochrücken-Ponor. Die Ponordoline liegt im Bereich der Michelfelder-Schichten. | 25 5 × 5                 | Typ: Ponor, Karst-Horizontalhöhle Art: Sandstein, Dolomitstein                                                           | Höhle                          | besonders wertvoll | Naturdenkmal, Landschaftsschutzgebiet, Naturpark         |                                 |
| Felsengrotte SW von Michelfeld                                           |                | 472R064   | Veldensteiner Forst Position           | Nördliche Frankenalb       | Im massigen Dolomitfels befindet sich eine Felsengrotte. | 21 7 × 3                 | Typ: Felswand/-hang, Karst-Halbh./Naturbrücke Art: Dolomitstein                                                          | Hanganriss/Felswand            | bedeutend          | Naturschutzgebiet, Landschaftsschutzgebiet, FFH-Gebiet   |                                 |
| Felsen mit Zigeunerloch (D67) im Buchgraben SW von Michelfeld            |                | 472R065   | Veldensteiner Forst Position           | Nördliche Frankenalb       | Der massige Dolomit zeigt interessante Felsformen. | 200 20 × 10              | Typ: Felswand/-hang, Karst-Horizontalhöhle Art: Dolomitstein                                                             | Hanganriss/Felswand            | bedeutend          | Naturdenkmal, Landschaftsschutzgebiet, Naturpark         |                                 |
| Schmierhüttenfelsen NW von Mosenberg                                     | weitere Bilder | 472R066   | Veldensteiner Forst Position           | Nördliche Frankenalb       | Die eindrucksvolle Felsformation im massigen Dolomit besteht aus Felsturm und Felsblock. | 50 10 × 5                | Typ: Felsturm/-nadel Art: Dolomitstein                                                                                   | Felshang/Felskuppe             | bedeutend          | Naturdenkmal, Landschaftsschutzgebiet, Naturpark         |                                 |
| Teufelspredigtstuhl mit Teufelstuhl-Höhle (D190) NW von Ranna            |                | 472R067   | Veldensteiner Forst Position           | Nördliche Frankenalb       | Der massige Dolomit besitzt eine relativ glatte Oberfläche. Die Teufelsstuhlhöhle (D190) ist die 12 m lange Höhlenruine einer Durchgangshöhle. | 240 20 × 12              | Typ: Felsturm/-nadel, Karst-Horizontalhöhle Art: Dolomitstein                                                            | Felshang/Felskuppe             | bedeutend          | Naturdenkmal, Landschaftsschutzgebiet, Naturpark         |                                 |
| Hühnerfelsen am Schindelrangen NW von Ranna                              |                | 472R068   | Veldensteiner Forst Position           | Nördliche Frankenalb       | Die Hühnerfelsen sind zwei nah beieinander liegende Felsreihen von sehr geringer Höhe (ca. 1,50 m). | 600 40 × 15              | Typ: Felswand/-hang Art: Dolomitstein                                                                                    | Hanganriss/Felswand            | bedeutend          | Naturdenkmal, Landschaftsschutzgebiet, Naturpark         |                                 |
| Felsturm mit Höhle Dachsbau (D167) ESE von Bernheck                      |                | 472R069   | Veldensteiner Forst Position           | Nördliche Frankenalb       | Die beiden nahezu vollständig zugewachsenen Felstürme in massigem Dolomit besitzen eine kleine Grotte (D167). | 280 20 × 14              | Typ: Felsturm/-nadel, Karst-Halbh./Naturbrücke Art: Dolomitstein                                                         | Felshang/Felskuppe             | bedeutend          | Naturdenkmal, Landschaftsschutzgebiet, Naturpark         |                                 |
| Felsen mit Wirrenloch-Höhle (D147) NE von Bernheck                       | weitere Bilder | 472R070   | Plech Position                         | Nördliche Frankenalb       | In den Felsen liegt der Eingang zum Wirren- bzw. Wurmloch. Hier wurden Bärenschliffe entdeckt sowie prähistorische Funde des Spätneolithikums gemacht. | 400 20 × 20              | Typ: Felswand/-hang, Karst-Horizontalhöhle Art: Dolomitstein                                                             | Hanganriss/Felswand            | bedeutend          | Naturdenkmal, Landschaftsschutzgebiet, Naturpark         |                                 |
| Kühfelsen im Vogelherd W von Mosenberg                                   |                | 472R071   | Veldensteiner Forst Position           | Nördliche Frankenalb       | Der tafelbankige Dolomit (mit Bankmächtigkeit im m- bis cm-Bereich) wurde durch Klüfte zerlegt und zerschnitten. | 1200 40 × 30             | Typ: Felswand/-hang Art: Dolomitstein                                                                                    | Hanganriss/Felswand            | bedeutend          | Naturdenkmal, Landschaftsschutzgebiet, FFH-Gebiet        |                                 |
| Felsengruppe am Liegerberg E von Plech                                   |                | 472R072   | Veldensteiner Forst Position           | Nördliche Frankenalb       | Der langgestreckte Felssporn ragt von der Hochfläche weit nach Westen in ein Trockental vor. Er wird aus Riffdolomit der Oberen Kimmeridge-Schichten (Malm Epsilon) aufgebaut. Das Gelände ist stark verwachsen und teilweise nur schwer zugänglich. | 20000 200 × 100          | Typ: Felsgruppe, Karst-Horizontalhöhle Art: Dolomitstein                                                                 | Hanganriss/Felswand            | bedeutend          | Naturdenkmal, Landschaftsschutzgebiet, Naturpark         |                                 |
| Ponordoline im Wildgehege Hufeisen SE von Weidensees                     |                | 472R073   | Veldensteiner Forst Position           | Nördliche Frankenalb       | Die großflächige Ponordoline liegt versteckt im Wald und ist schwer zugänglich. | 20000 200 × 100          | Typ: Ponor, Doline Art: Sandstein, Dolomitstein                                                                          | kein Aufschluss                | wertvoll           | Naturdenkmal, Landschaftsschutzgebiet, Naturpark         |                                 |
| Plecher Ponordoline (D197) SE von Weidensees                             |                | 472R074   | Veldensteiner Forst Position           | Nördliche Frankenalb       | Die mehrteilige Doline mit einer Tiefe von 12 m und einem Durchmesser von 60 m besitzt zwei lange Zulaufrinnen. Sie wird von einer Dolomitsteilwand abgeschlossen an deren Fuß sich mehrere Schlucklöcher öffnen. | 2700 60 × 45             | Typ: Ponor Art: Dolomitstein                                                                                             | sonstiger Aufschluss           | wertvoll           | Naturdenkmal, Landschaftsschutzgebiet, Naturpark         |                                 |
| Dolomitfelsen mit Reutersteig-Höhle (D162) NNE von Bernheck              |                | 472R075   | Veldensteiner Forst Position           | Nördliche Frankenalb       | Die Felskuppe enthält eine kurze Höhle mit offenem Schlot. Sie ist 9 m lang mit rückwärts ansteigender Felsenhalle und endet in einem Lichtschacht. | 200 20 × 10              | Typ: Felsburg, Karst-Horizontalhöhle Art: Dolomitstein                                                                   | Felshang/Felskuppe             | bedeutend          | Naturdenkmal, Landschaftsschutzgebiet, Naturpark         |                                 |
| Ponordoline ESE von Weidensees                                           | weitere Bilder | 472R076   | Veldensteiner Forst Position           | Nördliche Frankenalb       | Die sehr tiefe und große Ponordoline liegt inmitten des Veldensteiner Forstes, südlich des Teufelsbrunnens. | 4675 85 × 55             | Typ: Ponor Art: Dolomitstein                                                                                             | kein Aufschluss                | bedeutend          | Naturdenkmal, Landschaftsschutzgebiet, Naturpark         |                                 |
| Wasserberg bei Pegnitz                                                   | weitere Bilder | 472R077   | Pegnitz Position                       | Nördliche Frankenalb       | Die Pegnitz versickert teilweise im oberen Teil des Mäanders in Bachschwinden in ständig überflutete Wasserhöhlen und tritt unterhalb des Mäanders in Quellhöhlen wieder zutage. Dieses Karstphänomen wurde vielfach untersucht und beschrieben. | 80000 200 × 400          | Typ: Bachschwinde, Verengungsquelle, Karst-Horizontalhöhle, Mäander, Schichtfolge, Ponor Art: Kalkstein, Mergelstein     | Hanganriss/Felswand            | besonders wertvoll | Naturdenkmal, Naturpark                                  |                                 |
| Binsenschlag-Dolinen SW von Pegnitz                                      |                | 472R078   | Veldensteiner Forst Position           | Nördliche Frankenalb       | Drei direkt nebeneinander liegende Kleindolinen von je 4 m Tiefe und 6 bis 8 m Durchmesser. | 2500 50 × 50             | Typ: Doline Art: Kalkstein                                                                                               | kein Aufschluss                | bedeutend          | Naturdenkmal, Landschaftsschutzgebiet, Naturpark         |                                 |
| Kallmünzer-Block im Binsenschlag SW von Pegnitz                          |                | 472R079   | Veldensteiner Forst Position           | Nördliche Frankenalb       | Der Block besteht aus Quarzsandstein, in dem die einzelnen Körner gelblich gefärbt und durch Kieselsäure verkittet sind. Es handelt sich um so genannte Quarzitrestblöcke der kretazischen Michelfelder Schichten. | 1 1 × 1                  | Typ: Reliktgesteine Art: Sandstein                                                                                       | Block                          | bedeutend          | Naturdenkmal, Landschaftsschutzgebiet, Naturpark         |                                 |
| Ponordoline Bärenloch (D70) SE von Bronn                                 |                | 472R080   | Veldensteiner Forst Position           | Nördliche Frankenalb       | Das Bärenloch ist eine Ponordoline, an deren tiefstem Punkt (am Fuß einer Felswand) eine kleine Höhle ansetzt. | 1200 40 × 30             | Typ: Ponor, Karst-Horizontalhöhle Art: Dolomitstein                                                                      | sonstiger Aufschluss           | bedeutend          | Naturdenkmal, Landschaftsschutzgebiet, Naturpark         |                                 |
| Grüner Felsen am Bockshügel SE von Bronn                                 |                | 472R081   | Veldensteiner Forst Position           | Nördliche Frankenalb       | Die eindrucksvolle Felsformation aus dolomitisierten Riffkalken weist löchrige Verwitterungsspuren auf. | 247 19 × 13              | Typ: Felswand/-hang Art: Dolomitstein                                                                                    | Hanganriss/Felswand            | bedeutend          | Naturdenkmal, Landschaftsschutzgebiet, Naturpark         |                                 |
| Doline mit Diebskeller (D214) SE von Bronn                               | weitere Bilder | 472R082   | Veldensteiner Forst Position           | Nördliche Frankenalb       | Der Diebskeller ist Teil einer Ponordoline. Am tiefsten Punkt der Doline mündet der Erosionsgraben in eine kleine Höhle (Diebskeller, D214). | 64 8 × 8                 | Typ: Doline, Karst-Horizontalhöhle, Ponor Art: Dolomitstein                                                              | sonstiger Aufschluss           | bedeutend          | Naturdenkmal, Landschaftsschutzgebiet, Naturpark         |                                 |
| Einsturzdolinen Eislöcher (D71) SE von Bronn                             | weitere Bilder | 472R083   | Veldensteiner Forst Position           | Nördliche Frankenalb       | Auf engem Raum liegen mehrere Dolinen, die über große Einsturzstellen mit der darunter liegenden Höhle in Verbindung stehen. | 195 15 × 13              | Typ: Doline, Karst-Schacht-&Horizontalhöhle Art: Dolomitstein                                                            | sonstiger Aufschluss           | wertvoll           | Naturdenkmal, Landschaftsschutzgebiet, Naturpark         |                                 |
| Bienberg-Ponordolinen (D262) W von Michelfeld                            |                | 472R084   | Veldensteiner Forst Position           | Nördliche Frankenalb       | Die Bienberg-Ponordolinen sind zwei riesige Eintiefungen (70 m lang, 50 m breit, 15 m tief), in die mit einem Erosionsgraben der Abfluss des Bienbrunnens mündet. Am Fuß einer kleinen Felswand liegt der Zugang zu einer Höhle (D262). | 3500 70 × 50             | Typ: Ponor, Karst-Schacht-&Horizontalhöhle Art: Dolomitstein                                                             | sonstiger Aufschluss           | wertvoll           | Naturdenkmal, Landschaftsschutzgebiet, Naturpark         |                                 |
| Kleiner Lochstein mit Höhlenruine (D72) W von Michelfeld                 | weitere Bilder | 472R085   | Veldensteiner Forst Position           | Nördliche Frankenalb       | Die Felskuppe wird von einer Höhlenruine (D72) durchzogen. | 120 12 × 10              | Typ: Felsturm/-nadel, Karst-Halbh./Naturbrücke Art: Dolomitstein                                                         | Felshang/Felskuppe             | bedeutend          | Naturdenkmal, Landschaftsschutzgebiet, Naturpark         |                                 |
| Großer Lochstein SSW von Horlach                                         | weitere Bilder | 472R086   | Veldensteiner Forst Position           | Nördliche Frankenalb       | Der mächtige Felsturm ist aus flachkuppeligem Dolomit mit geringer Fugung aufgebaut. Der Große Lochstein ist wohl das eindrucksvollste Felsgebilde im Gebiet des Veldensteiner Forstes. Er wird an seiner Basis von einer geräumigen Durchgangshöhle durchzogen. Die Ähnlichkeit dieses Felsens mit Formen des tropischen Kegelkarstes ist augenfällig. | 143 13 × 11              | Typ: Felsturm/-nadel, Karst-Halbh./Naturbrücke Art: Dolomitstein                                                         | Hanganriss/Felswand            | bedeutend          | Naturdenkmal, Landschaftsschutzgebiet, Naturpark         | Bayerns schönste Geotope Nr. 49 |
| Kallmünzer-Blöcke im Vogelherd SW von Horlach                            |                | 472R087   | Veldensteiner Forst Position           | Nördliche Frankenalb       | Die Kallmuenzerblöcke sind Verwitterungsrelikte und bestehen aus Quarzsandstein der Michelfelder Schichten. | 1 1 × 1                  | Typ: Reliktgesteine Art: Sandstein                                                                                       | Block                          | bedeutend          | Naturdenkmal, Landschaftsschutzgebiet, Naturpark         |                                 |
| Dolomitturm Zuckerhut SE von Horlach                                     | weitere Bilder | 472R088   | Veldensteiner Forst Position           | Nördliche Frankenalb       | Der Zuckerhut ist ein gänzlich zugewachsener Felsturm, der nahezu unzugänglich ist. | 400 20 × 20              | Typ: Felsturm/-nadel Art: Dolomitstein                                                                                   | Felshang/Felskuppe             | bedeutend          | Naturdenkmal, Landschaftsschutzgebiet, Naturpark         |                                 |
| Dolomitfelsen mit Höhlen (C97 und C171) ENE von Loch                     |                | 472R089   | Hollfeld Position                      | Nördliche Frankenalb       | Der Felssporn im Riffdolomit liegt direkt neben der Straße. | 4000 100 × 40            | Typ: Felswand/-hang, Karst-Halbh./Naturbrücke Art: Dolomitstein                                                          | Hanganriss/Felswand            | bedeutend          | Naturdenkmal, Landschaftsschutzgebiet, FFH-Gebiet        |                                 |
| Stiefelfelsen bei Betzenstein                                            | weitere Bilder | 472R090   | Betzenstein Position                   | Nördliche Frankenalb       | Die so genannten Stiefelfelsen sind charakteristische Felsrippen im Riffdolomit des Oberen Kimmeridge. Sie sind vom Freibad her zugänglich. | 420 30 × 14              | Typ: Felswand/-hang Art: Dolomitstein                                                                                    | Hanganriss/Felswand            | bedeutend          | Naturdenkmal, Naturpark, Bodendenkmal                    |                                 |
| Gerhardfelsen mit Dreistaffelfels bei Betzenstein                        |                | 472R091   | Betzenstein Position                   | Nördliche Frankenalb       | Die steil aufragende Felsbastion ist aufgrund ihrer ausgeprägten senkrechten Klüftung in viele Felsrippen aufgespalten. Sie wird intensiv zum Felsklettern genutzt (DAV), ein Kletterverbot konnte im Sommer vermieden werden. | 5600 140 × 40            | Typ: Felswand/-hang Art: Dolomitstein                                                                                    | Hanganriss/Felswand            | bedeutend          | Naturdenkmal, Landschaftsschutzgebiet, Naturpark         |                                 |
| Felsen am Lindenberg bei Betzenstein                                     |                | 472R092   | Betzenstein Position                   | Nördliche Frankenalb       | Der Lindenberg, eine Felsgruppe im Riffdolomit des Oberen Kimmeridge, ist überwiegend von Laubwald bestanden. | 5400 180 × 30            | Typ: Felsburg Art: Dolomitstein                                                                                          | Hanganriss/Felswand            | bedeutend          | Naturdenkmal, Landschaftsschutzgebiet, Naturpark         |                                 |
| Kleiner Wasserstein W von Betzenstein                                    |                | 472R093   | Betzenstein Position                   | Nördliche Frankenalb       | Die große Felsenkette weist vertikale Klüfte auf und ist sehr steilwandig. Zu erkennen sind auch löchrige Verwitterungsspuren. | 2800 140 × 20            | Typ: Felsburg Art: Dolomitstein                                                                                          | Hanganriss/Felswand            | bedeutend          | Naturdenkmal, Landschaftsschutzgebiet, Naturpark         |                                 |
| Dolomitfelsen Wetterstein S von Leupoldstein                             |                | 472R094   | Betzenstein Position                   | Nördliche Frankenalb       | Der Dolomitfels Wetterstein ist unzugänglich und stark bewaldet. | 6000 200 × 30            | Typ: Felsburg Art: Dolomitstein                                                                                          | Felshang/Felskuppe             | bedeutend          | Naturdenkmal, Naturpark                                  |                                 |
| Felsgruppe Teufelshosenflick NW von Eckenreuth                           |                | 472R095   | Betzenstein Position                   | Nördliche Frankenalb       | Typische Felsbildung im Bereich der Trockentäler auf den Hochflächen der Nördlichen Frankenalb. | 8000 100 × 80            | Typ: Felsgruppe Art: Dolomitstein                                                                                        | Hanganriss/Felswand            | bedeutend          | Naturdenkmal, Landschaftsschutzgebiet, Naturpark         |                                 |
| Schloßbergfelsen mit Fuchsloch (D22) N von Spies                         | weitere Bilder | 472R096   | Betzenstein Position                   | Nördliche Frankenalb       | Der Gipfel des Schloßberges besteht aus freistehenden Felsnadeln, mitten in der senkrechten Felswand liegt die Höhle Fuchsloch. | 900 60 × 15              | Typ: Felsturm/-nadel, Karst-Horizontalhöhle Art: Dolomitstein                                                            | Felshang/Felskuppe             | bedeutend          | Naturdenkmal, Naturpark                                  |                                 |
| Spieser Felsen N von Spies                                               | weitere Bilder | 472R097   | Betzenstein Position                   | Nördliche Frankenalb       | Der so genannte Spieser Felsen im bewaldeten Teil des Schloßberges ist unzugänglich. | 6000 150 × 40            | Typ: Felsturm/-nadel Art: Dolomitstein                                                                                   | Felshang/Felskuppe             | geringwertig       | Naturdenkmal, Naturpark                                  |                                 |
| Eibenfels N von Riegelstein                                              | weitere Bilder | 472R098   | Betzenstein Position                   | Nördliche Frankenalb       | Der Eibenfels ist eine langgezogene Felsenkette von mehr als einem Kilometer Länge. Er ist durch Klettersteige erschlossen. | 200000 2000 × 100        | Typ: Felsburg Art: Dolomitstein                                                                                          | Felshang/Felskuppe             | bedeutend          | Naturdenkmal, Landschaftsschutzgebiet, Naturpark         |                                 |
| Rohrstein W von Plech                                                    |                | 472R099   | Plech Position                         | Nördliche Frankenalb       | Der Rohrstein ist eine einzeln stehende Felsnadel westlich des Marktes Plech. | 25 5 × 5                 | Typ: Felsturm/-nadel Art: Dolomitstein                                                                                   | Felshang/Felskuppe             | bedeutend          | Naturdenkmal, Landschaftsschutzgebiet, Naturpark         |                                 |
| Dolomitfelsen mit Halbhöhlen (C91a/b) NW von Neidenstein                 |                | 472R100   | Hollfeld Position                      | Nördliche Frankenalb       | Die Felsen sind völlig bewaldet und als Geotop unbedeutend. | 1800 60 × 30             | Typ: Felswand/-hang, Karst-Halbh./Naturbrücke Art: Dolomitstein                                                          | Hanganriss/Felswand            | geringwertig       | Naturdenkmal, Landschaftsschutzgebiet, FFH-Gebiet        |                                 |
| Felsen mit Felsensteilwandnische (C96) W von Freienfels                  |                | 472R101   | Hollfeld Position                      | Nördliche Frankenalb       | Auf den steilwandigen Dolomitfelsen wurden die Wehrmauern des Schlosses Freienfels errichtet. | 800 40 × 20              | Typ: Felsburg, Karst-Halbh./Naturbrücke Art: Dolomitstein                                                                | Hanganriss/Felswand            | bedeutend          | Naturdenkmal, FFH-Gebiet, Naturpark                      |                                 |
| Dolomitfels Altes Schloß mit Höhle (C117) in Krögelstein                 |                | 472R102   | Hollfeld Position                      | Nördliche Frankenalb       | Das Alte Schloß in Krögelstein setzt sich aus vier freistehenden Felsgebilden (je ca. 20*15*15m) im gebankten Dolomit zusammen. | 400 20 × 20              | Typ: Felsburg, Karst-Halbh./Naturbrücke Art: Dolomitstein                                                                | Hanganriss/Felswand            | bedeutend          | Naturpark                                                |                                 |
| Felsen mit Höhle (C116) in Krögelstein                                   |                | 472R104   | Hollfeld Position                      | Nördliche Frankenalb       | Die sehr schöne und markante Felspartie in Krögelstein wird aus massigem Dolomit aufgebaut. Am Fuß der bizarr geformten Felstürme befindet sich ein Kriegerdenkmal. | 800 40 × 20              | Typ: Felsturm/-nadel, Karst-Halbh./Naturbrücke Art: Dolomitstein                                                         | Hanganriss/Felswand            | bedeutend          | Naturdenkmal, Naturpark                                  |                                 |
| Felsen mit Höhle (C118) bei Krögelstein                                  |                | 472R105   | Hollfeld Position                      | Nördliche Frankenalb       | Der Dolomitfels in Krögelstein besteht aus massigem Dolomit. | 900 30 × 30              | Typ: Felswand/-hang, Karst-Halbh./Naturbrücke Art: Dolomitstein                                                          | Hanganriss/Felswand            | bedeutend          | Naturdenkmal, Naturpark                                  |                                 |
| Felsen mit Höhle (C120a-c) bei Krögelstein                               |                | 472R106   | Hollfeld Position                      | Nördliche Frankenalb       | Der breite Dolomit-Felshang am Westhang in Krögelstein besteht aus massigem Dolomit. In dem bewachsenen Felsmassiv liegen große, weithin sichtbare Höhlenportale der Etagenhöhle (C120a-c). | 2400 80 × 30             | Typ: Felswand/-hang, Karst-Horizontalhöhle Art: Dolomitstein                                                             | Hanganriss/Felswand            | bedeutend          | Naturdenkmal, Naturpark                                  |                                 |
| Dolomitfelsen Dohlenstein mit Höhle (C110) SSE von Krögelstein           |                | 472R107   | Hollfeld Position                      | Nördliche Frankenalb       | Der zweigeteilte Dohlenstein am Rand des Tals südöstlich von Krögelstein wird aus massigem Dolomit aufgebaut. In der Dohlensteinhöhle an seiner Basis wurde eine pleistozäne Kleinfauna gefunden. | 800 40 × 20              | Typ: Felswand/-hang, Karst-Halbh./Naturbrücke Art: Dolomitstein                                                          | Hanganriss/Felswand            | bedeutend          | Naturdenkmal, Landschaftsschutzgebiet, Naturpark         |                                 |
| Dolomitfelsen Geierstein mit Höhle (C111) SSE von Krögelstein            |                | 472R108   | Hollfeld Position                      | Nördliche Frankenalb       | Etwas oberhalb des Talgrundes liegt der Dolomitfels Geierstein südöstlich von Krögelstein. Er besteht aus massigem Dolomit und wird von einer Durchgangshöhle durchzogen. | 200 20 × 10              | Typ: Felswand/-hang, Karst-Halbh./Naturbrücke Art: Dolomitstein                                                          | Hanganriss/Felswand            | bedeutend          | Naturdenkmal, Landschaftsschutzgebiet, Naturpark         |                                 |
| Dolomitfelsturm Säukirche mit Höhle (C36) N von Krögelstein              |                | 472R109   | Hollfeld Position                      | Nördliche Frankenalb       | Der Dolomitfels Säukirche in Krögelstein wird aus massigem Dolomit aufgebaut. | 100 20 × 5               | Typ: Felsturm/-nadel, Karst-Halbh./Naturbrücke Art: Dolomitstein                                                         | Hanganriss/Felswand            | bedeutend          | Naturdenkmal, Landschaftsschutzgebiet, Naturpark         |                                 |
| Dolomitfels mit Schwalbensteingrotte (C121) N von Krögelstein            |                | 472R110   | Hollfeld Position                      | Nördliche Frankenalb       | Der Dolomitfels N von Krögelstein besteht aus massigem Dolomit. | 250 25 × 10              | Typ: Felswand/-hang, Karst-Halbh./Naturbrücke Art: Dolomitstein                                                          | Hanganriss/Felswand            | bedeutend          | Naturdenkmal, Landschaftsschutzgebiet, Naturpark         |                                 |
| Dolomitfels mit Höhlen (C136 - C138, C179) W von Schnackenwöhr           |                | 472R111   | Hollfeld Position                      | Nördliche Frankenalb       | Die Dolomitfelsen zeigen den Übergang von massigem zu gebanktem Dolomit. | 1000 100 × 10            | Typ: Felswand/-hang, Karst-Halbh./Naturbrücke Art: Dolomitstein                                                          | Hanganriss/Felswand            | bedeutend          | Naturdenkmal, Naturpark                                  |                                 |
| Taschnerfelsen bei Neuhaus                                               | weitere Bilder | 472R113   | Aufseß Position                        | Nördliche Frankenalb       | Der eindrucksvolle Riffkomplex bei Neuhaus befindet sich direkt an der Straße und ist mit einem Gipfelkreuz versehen. | 1400 70 × 20             | Typ: Felsturm/-nadel Art: Dolomitstein                                                                                   | Hanganriss/Felswand            | bedeutend          | Naturdenkmal, Naturpark                                  |                                 |
| Burgfelsen in Neuhaus                                                    |                | 472R114   | Aufseß Position                        | Nördliche Frankenalb       | Zwei dolomitisierte Schwammriffstotzen von je ca. 10*10m. | 400 20 × 20              | Typ: Felswand/-hang Art: Dolomitstein                                                                                    | Hanganriss/Felswand            | bedeutend          | Naturdenkmal, Naturpark                                  |                                 |
| Dolomitfelsen Schlauderer bei Neuhaus                                    |                | 472R115   | Aufseß Position                        | Nördliche Frankenalb       | Felswand aus tafelbankigem Dolomit. | 4200 70 × 60             | Typ: Felswand/-hang Art: Dolomitstein                                                                                    | Hanganriss/Felswand            | bedeutend          | Naturdenkmal, Landschaftsschutzgebiet, Naturpark         |                                 |
| Dolomitfelsen Himmelsstäuberer bei Neuhaus                               |                | 472R116   | Aufseß Position                        | Nördliche Frankenalb       | Die als Himmelstäuberer bekannte und weithin sichtbare Felsformation mit Felsstürmen besteht aus massigem Dolomit der Mittleren Kimmeridge Schichten und steht in einem Trockenrasen. | 400 20 × 20              | Typ: Felsgruppe Art: Dolomitstein                                                                                        | Hanganriss/Felswand            | bedeutend          | Naturdenkmal, Naturpark                                  |                                 |
| Felsen mit Schloßparkhöhle (C23) NW von Aufseß                           | weitere Bilder | 472R117   | Aufseß Position                        | Nördliche Frankenalb       | In dem markanten überhängenden Dolomitfelsen liegt die 60 m lange, recht verzweigte und geräumige Schloßparkhöhle (auch Schweizerhaushöhle genannt) mit interessanten Lösungsformen. | 600 30 × 20              | Typ: Felswand/-hang, Karst-Horizontalhöhle Art: Dolomitstein                                                             | Hanganriss/Felswand            | bedeutend          | Naturdenkmal, Landschaftsschutzgebiet, Naturpark         |                                 |
| Felsen mit Teufelsbrunnen-Höhle (C163a) SE von Oberaufseß                |                | 472R118   | Aufseß Position                        | Nördliche Frankenalb       | Dolomitfelsen, an dessen Fuß der Teufelsbrunnen (ein wassergefüllter Schacht) liegt. 500 Meter SW davon befinden sich zwei Hungerbrunnen. | 224 16 × 14              | Typ: Felswand/-hang, Karst-Schachthöhle, Verengungsquelle Art: Dolomitstein                                              | Hanganriss/Felswand            | bedeutend          | Naturdenkmal, Landschaftsschutzgebiet, Naturpark         |                                 |
| Felsen mit Teufelsloch (C163b) SE von Oberaufseß                         |                | 472R119   | Aufseß Position                        | Nördliche Frankenalb       | Der Dolomitfelsen mit der Halbhöhle Teufelsloch liegt NE des Teufelsbrunnens. | 1800 60 × 30             | Typ: Felswand/-hang, Karst-Halbh./Naturbrücke Art: Dolomitstein                                                          | Hanganriss/Felswand            | bedeutend          | Naturdenkmal, Naturpark                                  |                                 |
| Felsen mit Wotans- oder Schußhöhle (C88) bei Aufseß                      |                | 472R120   | Aufseß Position                        | Nördliche Frankenalb       | Der Dolomitfelsen mit der so genannten Wotans- oder Schußhöhle (eine 12 m lange Felshalle) liegt am Fuß des Rennerbergs (ca. 50 m neben der Straße). | 48 8 × 6                 | Typ: Felswand/-hang, Karst-Horizontalhöhle Art: Dolomitstein                                                             | Hanganriss/Felswand            | bedeutend          | Naturdenkmal, Naturpark                                  |                                 |
| Röthenstein mit Pöppelstube (C207a) S von Wadendorf                      |                | 472R121   | Plankenfels                            | Nördliche Frankenalb       | Massiger Dolomitfelsen mit kleiner Grotte (C207a). | 400 40 × 10              | Typ: Felswand/-hang, Karst-Halbh./Naturbrücke Art: Dolomitstein                                                          | Hanganriss/Felswand            | bedeutend          | Naturdenkmal, Naturpark                                  |                                 |
| Fels mit Lingeleloch (B29) bei Nankendorf                                |                | 472R122   | Waischenfeld Position                  | Nördliche Frankenalb       | Dolomitfelsen mit ca. 80 m langer Höhle. | 1200 60 × 20             | Typ: Felswand/-hang, Karst-Halbh./Naturbrücke Art: Dolomitstein                                                          | Hanganriss/Felswand            | bedeutend          | Naturdenkmal, Landschaftsschutzgebiet, Naturpark         |                                 |
| Felsen mit Hohe Höhle (C48) bei Nankendorf                               |                | 472R123   | Waischenfeld Position                  | Nördliche Frankenalb       | Großer Dolomitfelsen hinter einem Haus mit einer kurzen Höhle. | 800 20 × 40              | Typ: Felswand/-hang, Karst-Halbh./Naturbrücke Art: Dolomitstein                                                          | Hanganriss/Felswand            | bedeutend          | Naturdenkmal, Naturpark                                  |                                 |
| Felsen mit Höhle (C169a/b) W von Waischenfeld                            |                | 472R124   | Waischenfeld Position                  | Nördliche Frankenalb       | In dem massigen Dolomitfelsen liegt das auffällige Portal der Felsenhöhle C169. | 800 40 × 20              | Typ: Felswand/-hang, Karst-Halbh./Naturbrücke Art: Dolomitstein                                                          | Hanganriss/Felswand            | bedeutend          | Naturdenkmal, Naturpark                                  |                                 |
| Felsen mit Schäfersteinhöhle (C75a) SW von Waischenfeld                  |                | 472R125   | Waischenfeld Position                  | Nördliche Frankenalb       | In den dick gebankten Dolomit-Felshängen liegt das Portal der Schäfersteinhöhle C75a. | 350 35 × 10              | Typ: Felswand/-hang, Karst-Halbh./Naturbrücke Art: Dolomitstein                                                          | Hanganriss/Felswand            | bedeutend          | Naturdenkmal, Naturpark                                  |                                 |
| Felsen mit Kuhloch (C45) im Alten Graben ESE von Gösseldorf              | weitere Bilder | 472R126   | Waischenfeld Position                  | Nördliche Frankenalb       | Die massigen Dolomitfelsen befinden sich abgelegen im Wald (etwa 1 km SO von Gösseldorf) im Alten Graben. An ihrem Fuß öffnet sich das Kuhloch, eine 16 m lange Druckröhre. | 750 50 × 15              | Typ: Felswand/-hang, Karst-Horizontalhöhle Art: Dolomitstein                                                             | Hanganriss/Felswand            | bedeutend          | Naturdenkmal, Landschaftsschutzgebiet, Naturpark         |                                 |
| Felsen mit Silbergoldsteinhöhle (C19) im Alten Graben ESE von Gösseldorf | weitere Bilder | 472R127   | Waischenfeld Position                  | Nördliche Frankenalb       | Die massigen Dolomitfelsen befinden sich abgelegen im Wald (ca. 1 km ESE von Gösseldorf) im Alten Graben. In ihnen liegt der eindrucksvoll große Eingang zur Silbergoldsteinhöhle C19. | 2100 70 × 30             | Typ: Felswand/-hang, Karst-Horizontalhöhle Art: Dolomitstein                                                             | Hanganriss/Felswand            | bedeutend          | Naturdenkmal, Landschaftsschutzgebiet, Naturpark         |                                 |
| Felsen W der Silbergoldsteinhöhle ESE von Gösseldorf                     |                | 472R128   | Waischenfeld Position                  | Nördliche Frankenalb       | Die massigen Dolomitfelsen befinden sich abgelegen im Wald (ca. 1 km ESE von Göseldorf) im Alten Graben. In den Felsen öffnet sich ein Höhlenportal. | 300 30 × 10              | Typ: Felswand/-hang, Karst-Halbh./Naturbrücke Art: Dolomitstein                                                          | Hanganriss/Felswand            | bedeutend          | Landschaftsschutzgebiet, Naturpark                       |                                 |
| Felsen E der Silbergoldsteinhöhle ESE von Gösseldorf                     |                | 472R129   | Waischenfeld Position                  | Nördliche Frankenalb       | Die massigen Dolomitfelsen befinden sich abgelegen im Wald (ca. 1 km ESE von Gösseldorf) im Alten Graben. In den Felsen öffnet sich ein Höhlenportal. | 600 40 × 15              | Typ: Felswand/-hang, Karst-Halbh./Naturbrücke Art: Dolomitstein                                                          | Hanganriss/Felswand            | bedeutend          | Landschaftsschutzgebiet, Naturpark                       |                                 |
| Felsen mit Lohwitzenberghöhle (C240) SE von Hainbach                     |                | 472R130   | Plankenfels Position                   | Nördliche Frankenalb       | Die Höhle im massigen Dolomit liegt in der Kuppe des Lohwitzenberges. | 40 10 × 4                | Typ: Felswand/-hang, Karst-Halbh./Naturbrücke Art: Dolomitstein                                                          | Hanganriss/Felswand            | bedeutend          | Naturdenkmal, Landschaftsschutzgebiet, Naturpark         |                                 |
| Felsen mit Höhle (D238) S von Leienfels                                  |                | 472R131   | Pottenstein Position                   | Nördliche Frankenalb       | In den Felsen aus dickbankigem Dolomit liegt die Höhle D238. | 1000 50 × 20             | Typ: Felswand/-hang, Karst-Halbh./Naturbrücke Art: Dolomitstein                                                          | Hanganriss/Felswand            | bedeutend          | Naturdenkmal, Landschaftsschutzgebiet, Naturpark         |                                 |
| Fahnenfels in Pegnitz                                                    |                | 472R132   | Pegnitz Position                       | Nördliche Frankenalb       | Die glatte Felswand aus massigem Dolomit liegt direkt neben der Straße. | 104 13 × 8               | Typ: Felswand/-hang Art: Dolomitstein                                                                                    | Hanganriss/Felswand            | bedeutend          | Naturdenkmal, Naturpark                                  |                                 |
| Felsen mit kleinen Rundhöhlen NE von Lüglas                              |                | 472R133   | Pegnitz Position                       | Nördliche Frankenalb       | In dem massigen Dolomitfelsen liegen mehrere kleine Höhlen. | 300 20 × 15              | Typ: Felswand/-hang, Karst-Halbh./Naturbrücke Art: Dolomitstein                                                          | Hanganriss/Felswand            | bedeutend          | Naturdenkmal, Landschaftsschutzgebiet, Naturpark         |                                 |
| Fels mit Habersteinhöhle (D222) E von Lüglas                             |                | 472R134   | Pegnitz Position                       | Nördliche Frankenalb       | Der massige Dolomit ist löchrig verwittert und enthält den Zugang zur Höhle D222. | 240 40 × 6               | Typ: Felswand/-hang, Karst-Halbh./Naturbrücke Art: Dolomitstein                                                          | Hanganriss/Felswand            | bedeutend          | Naturdenkmal, Landschaftsschutzgebiet, Naturpark         |                                 |
| Silberlochfelsen und Silberlochhöhle (D69) WSW von Michelfeld            |                | 472R135   | Veldensteiner Forst Position           | Nördliche Frankenalb       | In dem überwachsenen Felsen liegt der Eingang zu einer kurzen Horizontalhöhle (Silberlochhöhle, D69). | 80 16 × 5                | Typ: Felswand/-hang, Karst-Horizontalhöhle Art: Dolomitstein                                                             | Hanganriss/Felswand            | bedeutend          | Naturschutzgebiet, Naturdenkmal, Landschaftsschutzgebiet |                                 |
| Felsen mit Eulenloch (D66) SW von Michelfeld                             | weitere Bilder | 472R136   | Veldensteiner Forst Position           | Nördliche Frankenalb       | In den Felsen mündet 10 m über der Pegnitz eine röhrenartige Höhle aus. | 200 20 × 10              | Typ: Felswand/-hang, Karst-Horizontalhöhle Art: Dolomitstein                                                             | Hanganriss/Felswand            | bedeutend          | Naturschutzgebiet, Naturdenkmal, Landschaftsschutzgebiet |                                 |
| Felsen mit Sandwellen-Höhlen (D211) SW von Michelfeld                    |                | 472R137   | Veldensteiner Forst Position           | Nördliche Frankenalb       | Die Felsenkuppe ist umzäunt, stark bemoost und bewaldet. | 200 20 × 10              | Typ: Felswand/-hang, Karst-Halbh./Naturbrücke Art: Dolomitstein                                                          | Hanganriss/Felswand            | bedeutend          | Naturdenkmal, Landschaftsschutzgebiet, Naturpark         |                                 |
| Felsen mit Höhle Backofen (D65) NNW von Ottenhof                         | weitere Bilder | 472R138   | Plech Position                         | Nördliche Frankenalb       | Die stark verwachsene Dolomitwand enthält eine kleine Halbhöhle. | 27 9 × 3                 | Typ: Felswand/-hang, Karst-Halbh./Naturbrücke Art: Dolomitstein                                                          | Hanganriss/Felswand            | bedeutend          | Naturdenkmal, Landschaftsschutzgebiet, Naturpark         |                                 |
| Felsen mit Kuckucksloch (D163) SE von Bernheck                           |                | 472R139   | Veldensteiner Forst Position           | Nördliche Frankenalb       | Der Felsen besteht aus tafelbankigem Dolomit des Oberen Kimmeridge. Er wird von einer 9 m langen Durchgangshöhle durchzogen. | 180 18 × 10              | Typ: Felswand/-hang, Karst-Halbh./Naturbrücke Art: Dolomitstein                                                          | Hanganriss/Felswand            | bedeutend          | Naturdenkmal, Landschaftsschutzgebiet, Naturpark         |                                 |
| Felsen mit Polsterweiher-Höhle (D166) NNE von Höfen                      |                | 472R140   | Veldensteiner Forst Position           | Nördliche Frankenalb       | In dem massigen Dolomitfelsen liegt eine Höhle mit zwei Eingängen und mehreren Tagfenstern. | 60 12 × 5                | Typ: Felswand/-hang, Karst-Halbh./Naturbrücke Art: Dolomitstein                                                          | Hanganriss/Felswand            | bedeutend          | Naturdenkmal, Landschaftsschutzgebiet, Naturpark         |                                 |
| Felsengruppe W von Hufeisen                                              |                | 472R141   | Veldensteiner Forst Position           | Nördliche Frankenalb       | Die massigen Dolomitfelsen (Riffdolomit des Oberen Kimmeridge) enthalten kleine Halbhöhlen. | 9600 160 × 60            | Typ: Felsgruppe, Karst-Halbh./Naturbrücke Art: Dolomitstein                                                              | Hanganriss/Felswand            | bedeutend          | Naturdenkmal, Landschaftsschutzgebiet, Naturpark         |                                 |
| Felsengruppe SSE von Hufeisen                                            |                | 472R142   | Veldensteiner Forst Position           | Nördliche Frankenalb       | Die stark verwachsene Felsengruppe besteht aus löchrigem Riffdolomit. | 14000 200 × 70           | Typ: Felsgruppe Art: Dolomitstein                                                                                        | Hanganriss/Felswand            | bedeutend          | Landschaftsschutzgebiet, Naturpark                       |                                 |
| Ortsfelsen mit Höhlenruinen (D31) WNW von Nasnitz                        |                | 472R143   | Veldensteiner Forst Position           | Nördliche Frankenalb       | Große Gruppe von Felspfeilern, -wänden und -blöcken mit mehreren verstürzten Halbhöhlen (Höhlenruine). | 90000 300 × 300          | Typ: Felsgruppe, Karst-Halbh./Naturbrücke Art: Dolomitstein                                                              | Hanganriss/Felswand            | bedeutend          | Naturdenkmal, Landschaftsschutzgebiet, Naturpark         |                                 |
| Großer Wasserstein und Wassersteintor (D33) NE von Kröttenhof            | weitere Bilder | 472R144   | Betzenstein Position                   | Nördliche Frankenalb       | Zwei sehr große Felsengruppen bestehend aus Riffdolomit der Oberen Kimmeridgeschichten. Hier liegt auch ein 12 m tiefes Felstor, das 2,5 – 7,5 m breit und 2 – 6 m hoch ist. | 25000 250 × 100          | Typ: Felsgruppe, Karst-Halbh./Naturbrücke Art: Dolomitstein                                                              | Hanganriss/Felswand            | bedeutend          | Naturdenkmal, Naturpark                                  |                                 |
| Fels mit Kuppenlochhöhle (D27) N von Spies                               | weitere Bilder | 472R145   | Betzenstein Position                   | Nördliche Frankenalb       | Die Kuppenlochhöhle bei Spies ist eine Felsenhalle von 18 m Länge und 25 m Breite. Sie enthält ein Wasserbecken mit kleinem Zulaufgerinne. | 6 3 × 2                  | Typ: Felswand/-hang, Karst-Horizontalhöhle Art: Dolomitstein                                                             | Hanganriss/Felswand            | bedeutend          | Naturdenkmal, Landschaftsschutzgebiet, Naturpark         |                                 |
| Teufelsloch mit Höhlen (D445a/b) bei Betzenstein                         |                | 472R146   | Betzenstein Position                   | Nördliche Frankenalb       | Größere Felsgruppe aus Riffdolomit der Oberen Kimmeridgeschichten mit kleinen Höhlen. | 960 80 × 12              | Typ: Felsgruppe, Karst-Halbh./Naturbrücke Art: Dolomitstein                                                              | Hanganriss/Felswand            | bedeutend          | Naturdenkmal, Naturpark                                  |                                 |
| Felsen mit Torbogen (D210) NE von Bernheck                               |                | 472R147   | Veldensteiner Forst Position           | Nördliche Frankenalb       | Die dick gebankten Dolomitfelsen sind löchrig verwittert und enthalten eine kurze Durchgangshöhle. | 252 18 × 14              | Typ: Felswand/-hang, Karst-Halbh./Naturbrücke Art: Dolomitstein                                                          | Hanganriss/Felswand            | bedeutend          | Naturdenkmal, Landschaftsschutzgebiet, Naturpark         |                                 |
| Felsen mit Trudlkirche (D169) NNW von Ottenhof                           |                | 472R148   | Plech Position                         | Nördliche Frankenalb       | In der Trudenleite liegen im Buchenwald versteckt mehrere Dolomitfelsen. | 900 30 × 30              | Typ: Felswand/-hang, Karst-Halbh./Naturbrücke Art: Dolomitstein                                                          | Hanganriss/Felswand            | bedeutend          | Naturdenkmal, Landschaftsschutzgebiet, Naturpark         |                                 |
| Fels mit Griesbrunnenhöhle (D170) SW von Ottenhof                        |                | 472R149   | Plech Position                         | Nördliche Frankenalb       | 300 m lange Felsenkette aus Riffdolomit des Oberen Kimmeridge. Am Westende 20 m lange abwärtsführende Spaltenhöhle. | 15000 300 × 50           | Typ: Felswand/-hang, Karst-Horizontalhöhle Art: Dolomitstein                                                             | Hanganriss/Felswand            | bedeutend          | Naturdenkmal, Landschaftsschutzgebiet, Naturpark         |                                 |
| Saalburg mit Höhlen (D125) SE von Plech                                  | weitere Bilder | 472R150   | Veldensteiner Forst Position           | Nördliche Frankenalb       | Riffdolomitfelsen mit zwei kleinen Felskammern. | 3600 120 × 30            | Typ: Felswand/-hang, Karst-Halbh./Naturbrücke Art: Dolomitstein                                                          | Hanganriss/Felswand            | bedeutend          | Naturdenkmal, Landschaftsschutzgebiet, Naturpark         |                                 |
| Dolomitfelswand Langer Berg SW von Stierberg                             |                | 472R151   | Betzenstein Position                   | Nördliche Frankenalb       | Die langgestreckte Felswand besteht aus geschichteten Dolomiten des Malm Epsilon. | 200 20 × 10              | Typ: Felswand/-hang Art: Dolomitstein                                                                                    | Hanganriss/Felswand            | wertvoll           | Naturdenkmal, Landschaftsschutzgebiet, Naturpark         |                                 |
| Felsen mit Käthelestein-Höhle (C160) N von Hollfeld                      |                | 472R152   | Hollfeld Position                      | Nördliche Frankenalb       | Unscheinbarer Dolomitfelsen mit 8 m langer, abwärts führender Höhle, in der 1834 Steinwerkzeuge gefunden wurden. | 100 20 × 5               | Typ: Felswand/-hang, Karst-Halbh./Naturbrücke Art: Dolomitstein                                                          | Hanganriss/Felswand            | bedeutend          | Naturdenkmal, Landschaftsschutzgebiet, FFH-Gebiet        |                                 |
| Hirtenstein in Mistelbach                                                | weitere Bilder | 472R153   | Mistelbach Position                    | Obermain-Bruchschollenland | Einer von mehreren Felsvorsprüngen des Lias Alpha 1 und 2. Das Gestein ist gebankt und zeigt beginnende Wabenverwitterung. | 80 10 × 8                | Typ: Felswand/-hang, Tafoni/Wabenverwitterung Art: Kalksandstein                                                         | Hanganriss/Felswand            | wertvoll           | Naturdenkmal                                             |                                 |
| Lochberg bei Pegnitz                                                     |                | 472R154   | Pegnitz Position                       | Nördliche Frankenalb       | Der Lochberg in der Lohesiedling von Pegnitz ist ein abgeglittener Dolomitpfeiler. | 600 60 × 10              | Typ: Felswand/-hang, Rutschung Art: Dolomitstein                                                                         | Hanganriss/Felswand            | bedeutend          | Naturdenkmal, Naturpark                                  |                                 |
| Weiherstaler Männchen bei Schüttersmühle                                 | weitere Bilder | 472R155   | Pottenstein Position                   | Nördliche Frankenalb       | Die Felsnadel besticht durch ihre ungewöhnliche Form. | 4 2 × 2                  | Typ: Felsturm/-nadel Art: Dolomitstein                                                                                   | Felshang/Felskuppe             | bedeutend          | Landschaftsschutzgebiet, FFH-Gebiet, Vogelschutzgebiet   |                                 |
| Felsburg Tüchersfeld                                                     | weitere Bilder | 472R156   | Pottenstein Position                   | Nördliche Frankenalb       | Das Bild der Gemeinde Tüchersfeld wird von der imposanten Felsfreistellung geprägt, die sich im Ort erhebt und ein Fachwerkhaus trägt, das heute ein Museum beherbergt. Oberhalb liegt ein weiterer Felsen, der Fahnenstein, der über einen Weg erreichbar ist. Beide Felsen sind Teil eines Umlaufberges, der entstand, als die Püttlach eine ehemalige Mäanderschleife durchschnitt. | 10000 200 × 50           | Typ: Umlauf-/Durchbruchsberg, Felsburg Art: Dolomitstein                                                                 | Felshang/Felskuppe             | wertvoll           | Landschaftsschutzgebiet, Naturpark                       | Bayerns schönste Geotope Nr. 29 |
| Felsburg Burg Pottenstein                                                | weitere Bilder | 472R157   | Pottenstein Position                   | Nördliche Frankenalb       | Ein markantes Wahrzeichen der Stadt Pottenstein. | 6400 80 × 80             | Typ: Felsburg Art: Dolomitstein                                                                                          | Felshang/Felskuppe             | bedeutend          | Landschaftsschutzgebiet, Naturpark                       |                                 |
| Wetzsteinfelsen NNW von Bischofsgrün                                     |                | 472R158   | Bischofsgrüner Forst Position          | Fichtelgebirge             | Markanter Aufschluss am Nordwesthand der Hohen Haide. Aufgeschlossen ist unterordovizischer Quarzit. Er wurde vermutlich schon vor 1536 als Wetzstein obertägig abgebaut. Eine Informationstafel erläutert Geologie und Geschichte. | 2400 80 × 30             | Typ: Härtling Art: Quarzit                                                                                               | Felshang/Felskuppe             | wertvoll           | Landschaftsschutzgebiet, Naturpark                       |                                 |
| Reizenstein N von Sophienthal                                            |                | 472R159   | Weidenberg Position                    | Fichtelgebirge             | Die gebänderten phyllitischen Gesteine sind in Felsfreistellungen zu beiden Seiten des Steinachtales zwischen Sophienthal und Warmensteinach aufgeschlossen. Am Reizenstein ist die gebänderte Phyllit-Quarzit-Wechsellagerung der Steinach-Schichten durch die Tektonik kleinflächig verformt und schräg aufgestellt. Über den Wanderweg Nr. 4 oder die Reizenstein-Runde mit sieben Thementafeln ab dem Wanderparkplatz Sophienthal erreichbar. | 400 20 × 20              | Typ: Felskuppe Art: Phyllit                                                                                              | Felshang/Felskuppe             | wertvoll           | Landschaftsschutzgebiet, Naturpark                       |                                 |
| Durchbruchstal der Ölschnitz NE von Bad Berneck                          |                | 472R160   | Bad Berneck im Fichtelgebirge Position | Münchberger Gneismasse     | Durchbruchstal der Ölschnitz. Es werden steile Hänge aus Diabas, Diabastuff (z. B. nahe der Finkquelle), der Grauwacken-Tonschiefer-Serie, der Phyllit-Prasinit-Serie aber auch ein Flaserkalkvorkommen angeschnitten. Die im Ölschnitztal auftretenden Flaser- und Knollenkalke sind an verschiedenen Stellen im Natursteinmauerwerk der Kuranlagen von Bad Berneck eingebaut. Zudem gibt es lt. Stettner eine Phyllit-Metakeratophyrtuff-Wechsellagerung im Ölschnitztal NE von Stein. | 150000 5000 × 30         | Typ: Durchbruchstal, Gesteinsart, Störung, Steinbruch/Grube Art: Meta-Basalt, Phyllit, Kalkstein                         | Hanganriss/Felswand            | wertvoll           | Landschaftsschutzgebiet, Naturpark                       |                                 |